# モノレール

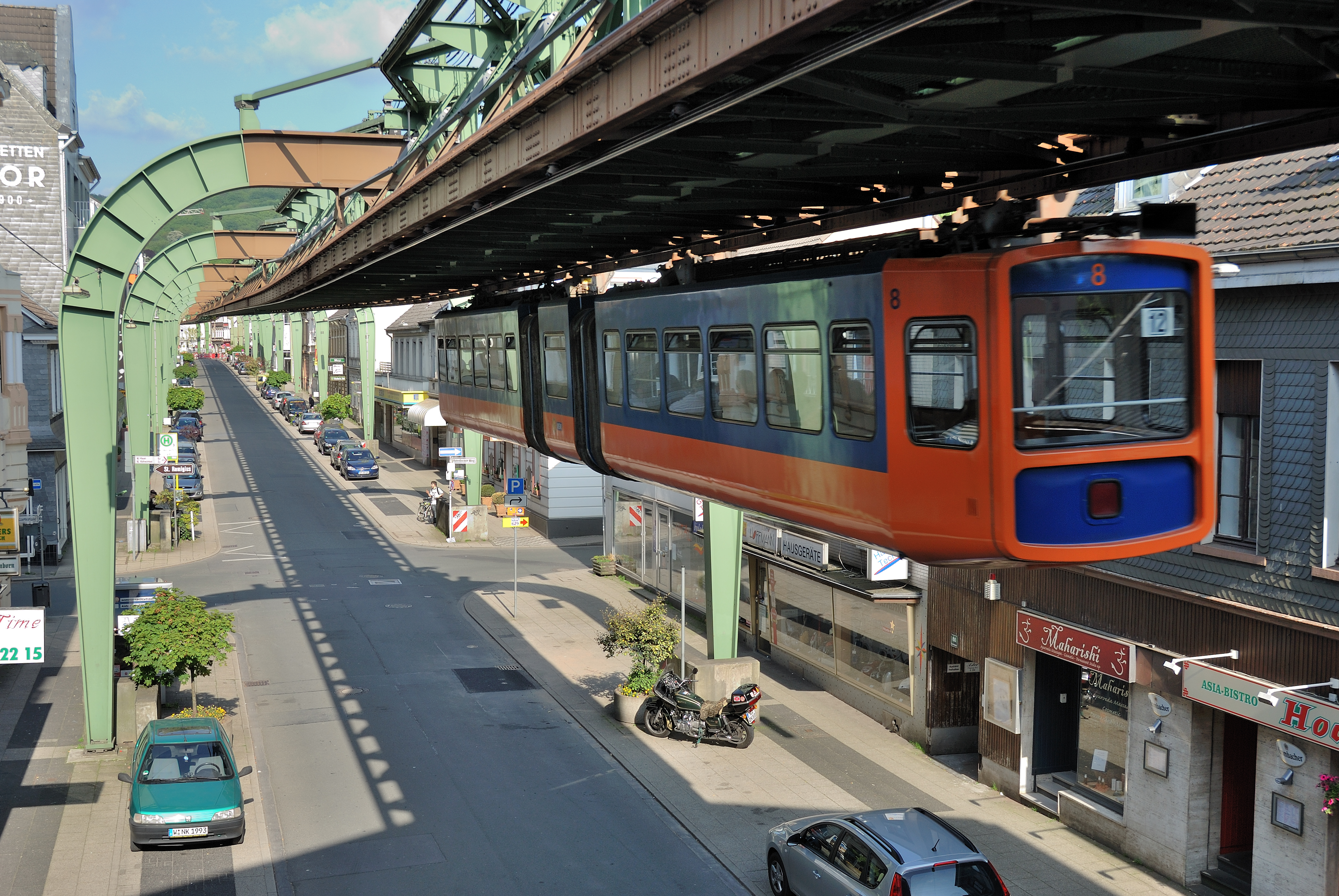
世界最古の電動懸垂式モノレールであるヴッパータール空中鉄道

モノレール（英: monorail）とは、1本の軌条により進路を誘導されて走る軌道系交通機関のことである。
単軌鉄道（たんきてつどう）とも言われ、跨座式（こざしき）と、懸垂式（けんすいしき）の2つに大別できる（後述）。
語源は、ギリシア語で「ただ一つの」を意味する語に由来する接頭辞「mono-」と、英語で「軌道」を意味する「rail」である。
ただし、厳密には「1本のレール（走路）」ではないものも混ざっており、「一般の二条式鉄道とは異なるものの総称」として機能している。
モノレールは日本では高速交通網にはなっていない。

## 概要
二条の鉄製レールを持つ「鉄道」が最初に商用化されたのは1825年だった。それとほぼ同時期の1824年に、最初のモノレールであるパーマー式モノレールが登場している。
二条式鉄道が一般化する中で「モノレール」は、軌道系交通機関の多大な予算と労力を必要とする用地買収、線路の設置、および保守点検の簡素化をメリットとして軌道系交通機関の発展の中で生き延びてきた。21世紀初頭では、モノレールは、毎時9,000 - 28,000人程度の輸送力を持つ、新交通システムやミニ地下鉄と同レベルの中量輸送システムとして位置付けられ、都市での営業路線コース構築の柔軟性や低騒音という側面からも注目されている。他の軌道系交通機関とはさまざまな利害得失があることから、主流とはなっていないものの継続的に新規路線が建設されている。

## 二条式鉄道との比較
モノレールと一般の二条式鉄道との利害得失は以下の通り。

### モノレールの長所
- 高架化が容易であり（すなわち三次元構造が作りやすい）、占有する敷地面積が狭い。この点は、市街地が形成された後に軌道系交通機関を作るときに、大きなメリットとなる。
- 高架化する際の構造物の規模が小さくなり、建設費が安く済む。
- ゴムタイヤを使用するものについては、鉄道の二条式レールを使うものと比べ、騒音公害が少なく、急勾配にも支障がない[2]。
- 走行輪に幅の狭いダブルタイヤを使用するため、鉄道より曲線半径の小さい曲線も走行が可能となり、線形の自由度が高い。
- サフェージュ式は雨や雪に強い、ラックレールを採用した産業用モノレールは45度（1000パーミル）程度まで登れるなど勾配に強い、簡易型は極めて敷設費用が安いなど、形式によっては突出した長所を持つものがあり、要求と合致した場合は適切な選択肢となる。

### モノレールの短所
- 走行路が軌道桁の1本であるため、走行装置である台車は走行車輪の他に案内車輪や安定車輪を必要とし、1つの台車にゴムタイヤを10個程度を装備して車両の機構がやや複雑となり、車両の価格も高価となる。
- 鉄道の二条式レールを使うものに比べて高速性能が劣り、ゴムタイヤを使用する場合は転がり抵抗が鉄車輪よりも大きく、そのため動力費が嵩む。
- ゴムタイヤを使用する場合は、鉄車輪式よりも単位走行距離毎の磨耗が早いので交換間隔が短く、交換費用がかかり、稼働率が下がり、維持費を押し上げる一因となる。
- ゴムタイヤを使用する場合は、鉄道の鋼車輪より負担荷重が小さく、車両の収容力は普通鉄道より小さい。
- 跨座式モノレールでは踏切を作ることができない。高架化する場合は欠点にならないが、初期の地表近くに設けられる跨座式モノレールには重大な欠点となった。
- 高架路線の場合、車両故障などが起きた際に、乗客を避難させるのが難しい。避難路を設けることもできるが、その場合、構造物の規模が大きくなってしまう。
- 分岐器は重い軌道桁を移動させる方式であり、規模が大きく構造が複雑で転換に若干の時間を要する。分岐器への列車の冒進は大事故となり、その後の復旧も容易ではない。初期のモノレールに分岐器問題がついてまわったことは大きなイメージダウンを生んでおり、モノレール・ソサエティは反論のページ[3]を設けている。
- 多数の方法が乱立しており、相互に互換性がない。多少の改造で車両の譲渡が可能な場合が多い二条式鉄道とは異なり、設備類の流用可能性がほとんどない。

## 新交通システム（AGT）との比較

### 長所
- 実績が長い[4]
- 日本においては統一規格（日本跨座式）がある[4]

### 短所
- ライセンスで保護され競争入札ができない[4]
- ガイドウェイバスのような道路転用ができない[4]
- 緊急時の脱出が難しい

## 歴史

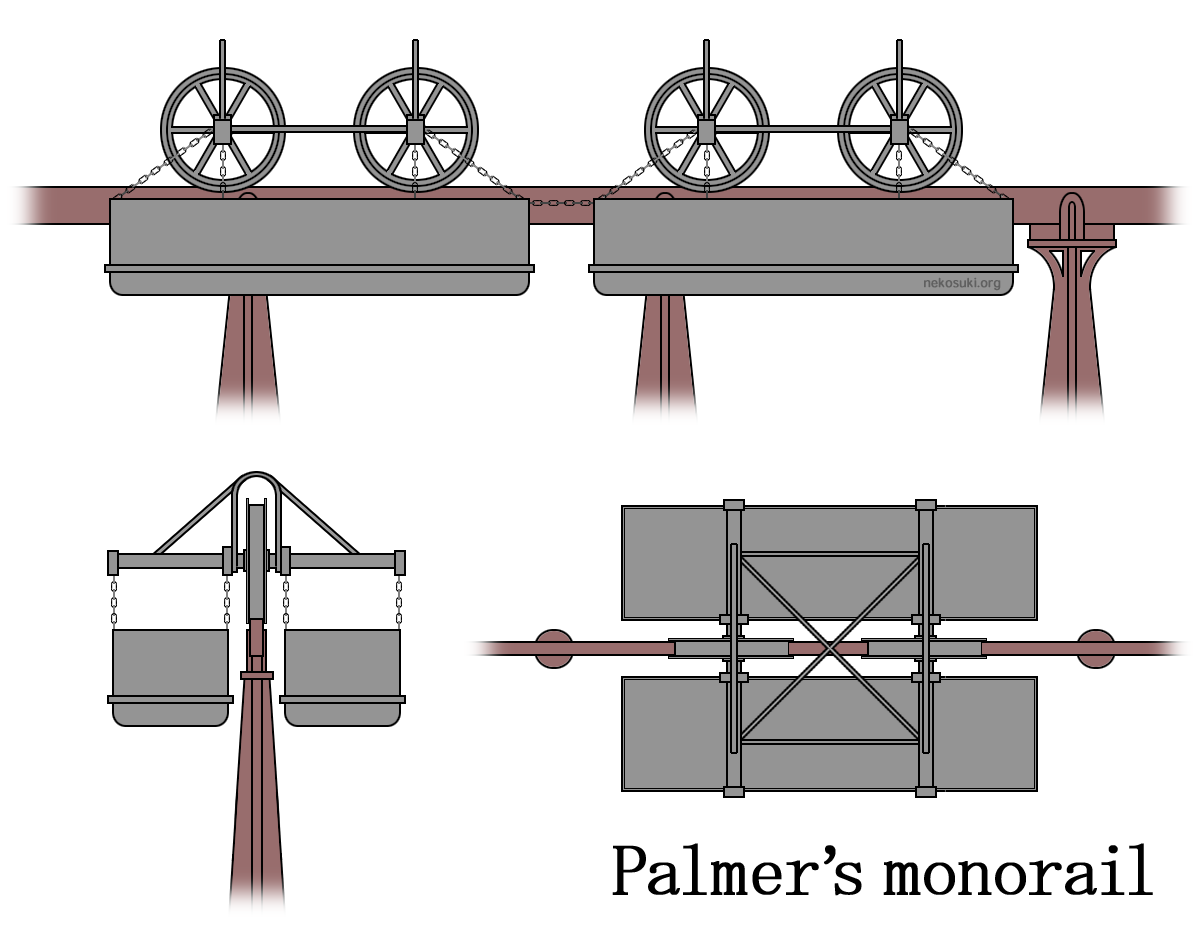
パーマー式モノレールの模式図。

モノレールが開発されたのは19世紀初頭である。たとえばヘンリー・ロビンソン・パーマー (Henry Robinson Palmer) が1821年にイギリスで特許を取得しており、このあたりがごく初期のものであると考えられている。このモノレールは、高い位置に一本のレールを通し、そこに両フランジ式の車輪をひっかけ、左右に荷台を振り分けてやじろべえのようにバランスを取るというものだった。
パーマー式は、荷物の量によって左右のバランスが変わるという欠点があった。その問題を解決するためにさまざまな模索が行われた。
一方で、「レールの真下に車体を持ってくることによって、左右バランスの影響を少なくする」というスタイルが考案された。初期のものである程度知られている実例は1886年にアメリカ合衆国ニュージャージー州に実験線が作られた「エノス電気鉄道」や、ドイツにて1901年に開通したヴッパータール空中鉄道に採用されたランゲン式モノレールなどである。これらはレールの真下に車体を配置することで、左右のバランスという問題を回避した。この「レールの真下に車体を配置する」という方法は懸垂式モノレールの定石となった。
もう一方で「振れ止めとして下方に別のレールを設け、1点支持から3点支持にする」方式が考案された。初期のものに、1876年にアメリカ合衆国フィラデルフィアで開催された「アメリカ合衆国建国百年博覧会」で発表されたリロイ・ストーン式モノレールや、1882年に開発されたラルティーグ式モノレールがある。3点支持化によって左右のバランスは厳密さを要求せず、車体を上方に伸ばすことができるようになった。このレールにまたがり3点で車体を支持するという様式は、マイグス式モノレールと逆T字方式モノレールを除く跨座式モノレールの基本形となった。1880年に開業したヴェズヴィアナ鋼索線（ケーブルカー）の軌道は開業当初モノレール方式であった。（のちに通常の方式に変更。）
他に、一本のレールをガイドウェイとして使う方式のものもあり、それらも「モノレール」と呼ばれている。ユーイング式モノレールとラルマンジャ式モノレールである。前者についてはその後類例が出ていないが、後者はゴムタイヤ式トラムのTVRと似ているということもできる。
他に、レールは2本以上あるが一般の二条式鉄道とは明らかに異なることから、漫然とモノレールに分類されているものも数多くあり、古典的な方式の節に記す。
モノレールの基本的なコンセプトは、20世紀初頭におおむね出尽くしている。20世紀中盤になってからはアルヴェーグ式・スカイウェイ・上野式などを契機としてゴムタイヤが導入されたことが一番大きな変化であると言える。その後は規格の統一化や細かい改善が続けられたりしながら現在に至っている。なお、一世紀以上にわたって忘れられていたコンセプトを採用した「逆T字方式」を採用した新しいタイプの跨座式モノレールが20世紀末以降に登場している。

## 方式
方式として、懸垂式 (Suspended System) と跨座式 (Straddle-beam System) の、大きく二つに分類できる。ただし、過去に懸垂式にも跨座式にも分類できないものも存在した。今後も、たとえばレールから横に車両を突き出して支持する方法（カンチレバー式・片持ち式）など、この分類では区分できないものが登場してくる可能性はある。
電車線で使用される電力は、設置される電車線のスペースや輸送力の関係から直流の1500Vが標準となっている。

### 懸垂式

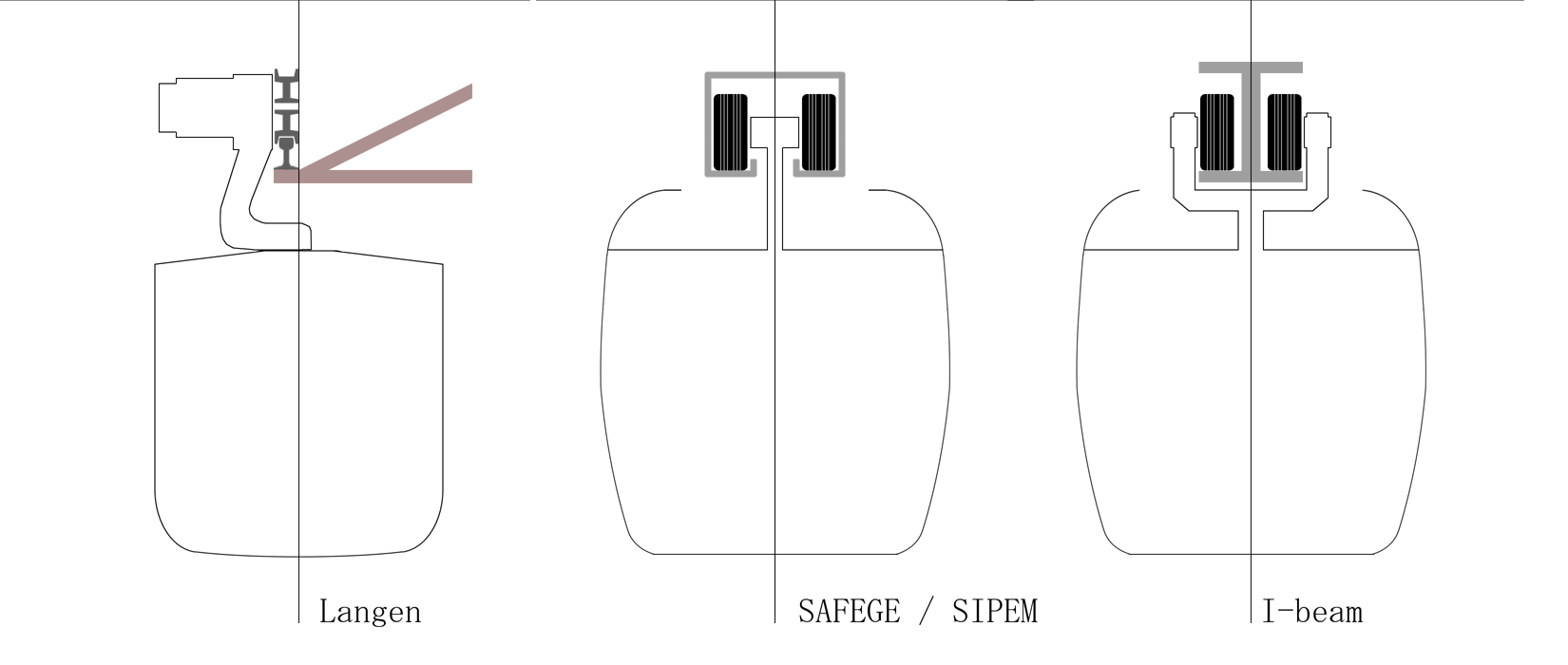
懸垂式モノレール3種の模式図。左から「ランゲン式」「サフェージュ式」「Iビーム式」。

懸垂式（けんすいしき）とは、車両を吊るように上にレールがある（レールに車両がぶら下がっている）形態のモノレールである。歴史的に跨座式より古く、商業的に成功したのも懸垂式の方が先である。吊り下げ式、ぶら下がり式とも呼ばれる。
懸垂式は、車輪と軌道が車体の上にあり車体が屋根の上を支点に振り子のように揺れるため、横風に対して左右の揺れが大きくなるが、車両の重心が軌条面からかなり下に位置しており、最も安定した方式である。そのため、カーブでは遠心力による重心の移動にあわせて自動的に車体が傾く自然振り子式となり、速度制限が厳しくないという利点もある。積雪にも強い。
日本国内で導入された懸垂式モノレールは、東京都交通局と日本車輌製造による上野式（上野動物園）・三菱重工業がフランスから導入したサフェージュ式（湘南モノレール、千葉都市モノレール）・神戸製鋼所と三菱重工業によるスカイレール、の3方式があるが、現在運用されているのはサフェージュ式の2路線のみである。

#### ランゲン式

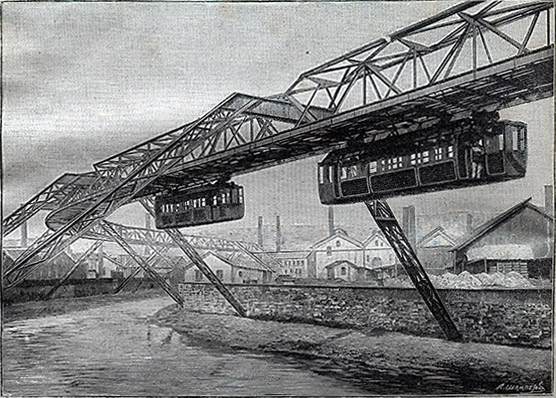
試運転中の1900年に描かれたヴッパータール空中鉄道の雑誌挿絵

ランゲン式モノレールは、民間のドイツ人技師カール・オイゲン・ランゲン (Carl Eugen Langen) が開発した。彼は、1880年代から、懸垂式モノレールシステムについての研究開発を行っていた。1885年に、アルベール・シャルリエ (Albert Charlier) が同様の発想による「空中自転車」を開発したため、ランゲンは念のためにこの方式についてのパテントを取得した。
1898年に、ヴッパータールでの建設計画が着工に移され、ヴッパータール空中鉄道が1901年に開通している。その後100年以上にわたってこの路線は実用的交通手段として運行され続けており、そのためランゲン式は世界で最初に実用化したモノレールシステムとされる。
ランゲン式では、レール・車輪ともに鉄製である。車輪は両側にフランジを持つもので、間のみぞにレールがはまりこむことにより、支持・案内が行われる。
車輪は2輪のボギー台車に取り付けられており、片側から下ろしたアームによって車体は懸荷される。レールも、車体を支えるアームとは逆側から、片持ちで支持されている。従って、走行システムは左右非対称である。走行装置・車体は、カーブなどでは左右に15度の範囲で振り子状に揺れることができる。

#### 上野式

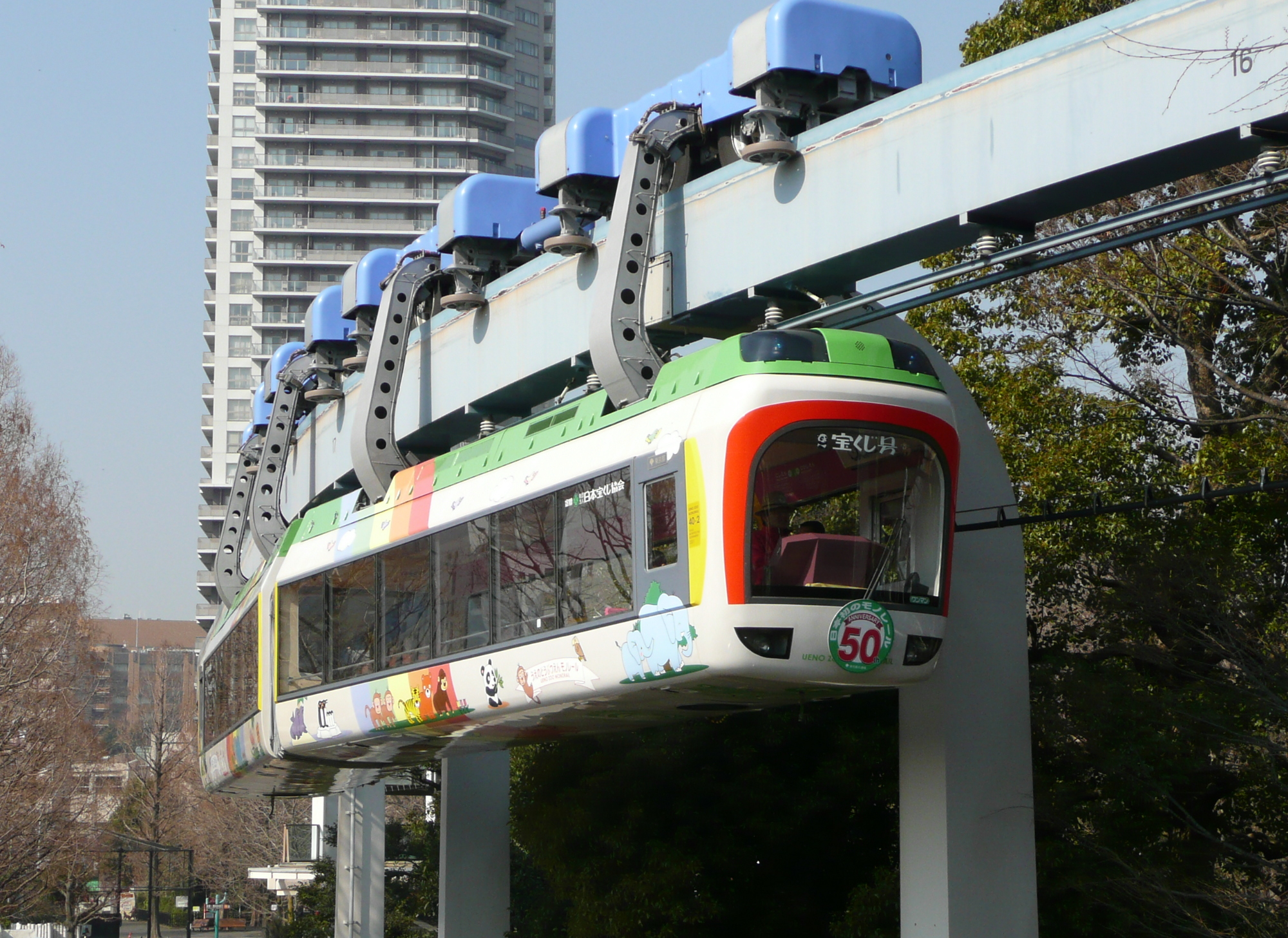
上野式の上野懸垂線

東京都交通局では太平洋戦争後の東京都内の交通渋滞を緩和するため、路面電車や路線バスに代わる近距離交通手段として日本車輌と共同で独自にモノレールの研究を行い、1957年12月17日に上野動物園内の輸送施設である東京都交通局上野懸垂線として開業した。
前記のランゲン式と類似した方式ではあるが、軌道がレールではなく軌道桁となっており、走行輪が鋼製の車輪からゴムタイヤ方式になっている。ランゲン式とは逆に、軌道桁の上部の窪みにゴムタイヤがはまりこんでいる。軌道桁の両側面を案内用タイヤが台車から挟んで車両を案内する。上野懸垂線はその設置目的から極めて短い営業区間のピストン輸送をしていたため、線路に分岐機を持たず交換設備なども設置されていなかった。非対称型懸垂式モノレールへのゴムタイヤの導入は、前年にアメリカ合衆国ヒューストンに作られた「スカイウェイ」が先鞭を付けており、上野式が最初ではない。
上野式は結果として当初の目的である都電や路線バスの置き換えとはならず、上野懸垂線が唯一の導入事例となった。しかし、経年劣化に伴う更新に多額の費用がかかることから、2019年11月1日をもって運行休止となり、2023年12月27日付で廃止された。

#### サフェージュ式

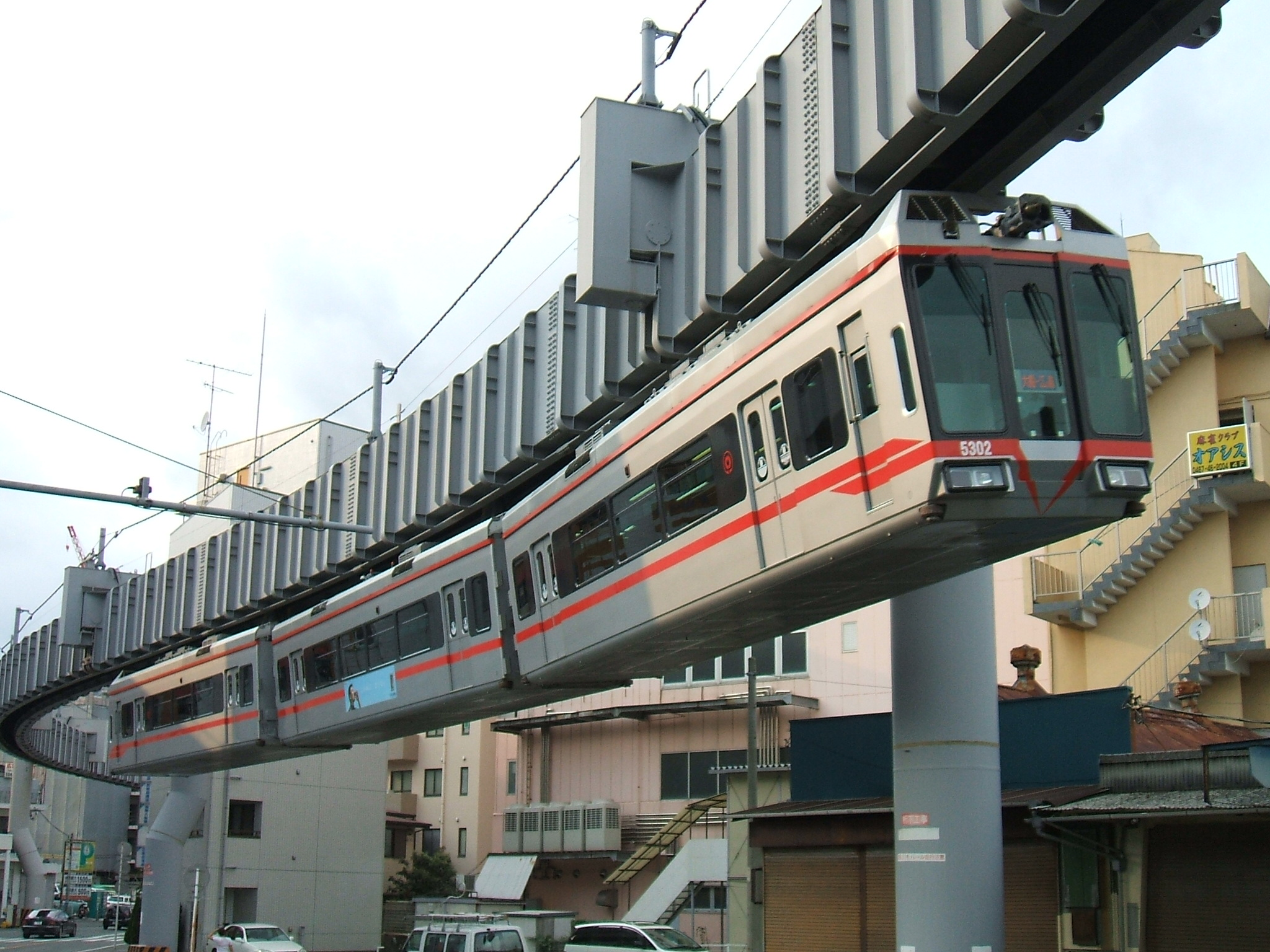
サフェージュ式の湘南モノレール

サフェージュ (SAFEGE) 式は、フランスのリュシアン・シャーデンソン (Lucien Chadenson) を中心とする設計チームが1957年に開発した方式である。サフェージュ式という名称は、この方式を開発するためフランス国内の25の企業が集まって結成された企業連合であるフランス語: Société Anonyme Française d'Étude de Gestion et d'Entreprises（「フランス経営経済研究株式会社」の意）の頭字語である。鋼板製の箱の中に走行路や集電装置、各種機器などがあるため、雪や雨などの天候の影響をほぼ受けないことや、車両上部の懸垂リンクにより、カーブを通過する際には速度に見合う遠心力が車両に発生して、それにより自然に振り子のように傾くため、速度を下げずに通過できること、走行音などの騒音を箱の中に閉じ込められることなどがメリットである。一方で、鉄を大量に使うため、建設コストでは一般に跨座式モノレールに劣るとされている。

#### Iビーム式
Iビーム式は、I型断面を持つ軌道桁をレールとして使い下側のフランジに車輪を乗せて車体をぶら下げる方式で、車両の支持・案内はI型断面を持つ軌道桁と車輪で行う。小規模なものは吊り下げ式の荷物輸送用設備や遊戯施設などに多用されている。
実用的な乗り物としては、1964年から1965年にかけて開催されたニューヨーク万国博覧会の会場内輸送に使われたAMFタイプモノレールを挙げることができる。他に、タイタン社がリニアモーター駆動のシステムを提案しているが、これは実用化されていない。

#### スカイレール

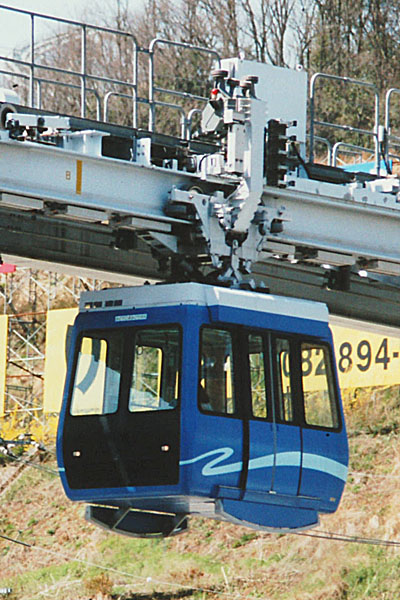
スカイレールみどり坂線

スカイレールは、神戸製鋼所・三菱重工業が急傾斜地の頂上にある住宅街スカイレールタウンみどり坂と谷側の鉄道駅を結ぶために1990年代に開発した小規模交通システムで、概念としてはIビーム式による懸垂式モノレールシステムに含まれる。
一見したところロープウェイに類似した乗り物だが、ロープではなく高架構造の軌道桁にゴンドラがぶら下がっている。そのためロープウェイと比べて風に強いが、支持体の鋼桁を設置する必要があるためロープウェイよりかなりコストが高くなる。車体の支持・案内方法はIビーム式を採用している。
駆動系に特徴があり、軌道桁に沿ってロープを通し、それが一定の速度で循環しており、駅間では車輌はそのロープをつかんで牽引駆動される。駅付近では、車両はロープから離れて、地上一次式のリニア誘導モーターで駆動される。そのため、基本的に線路は「複線でループ構造」となる。最小回転半径は30m、最大勾配は270パーミル（27％）、最大距離は3.2km、想定輸送力は2,200人／時間。一般の軌道系交通機関とはかなり様相が異なる小規模短距離システムではあるが、概念としてはモノレールに含まれ、見方によっては懸垂式ケーブルカーとの解釈もできる個性的な運送機関である。
広島県広島市のスカイレールサービス広島短距離交通瀬野線が唯一の導入事例であるが、2024年4月30日で廃止された。

### 跨座式

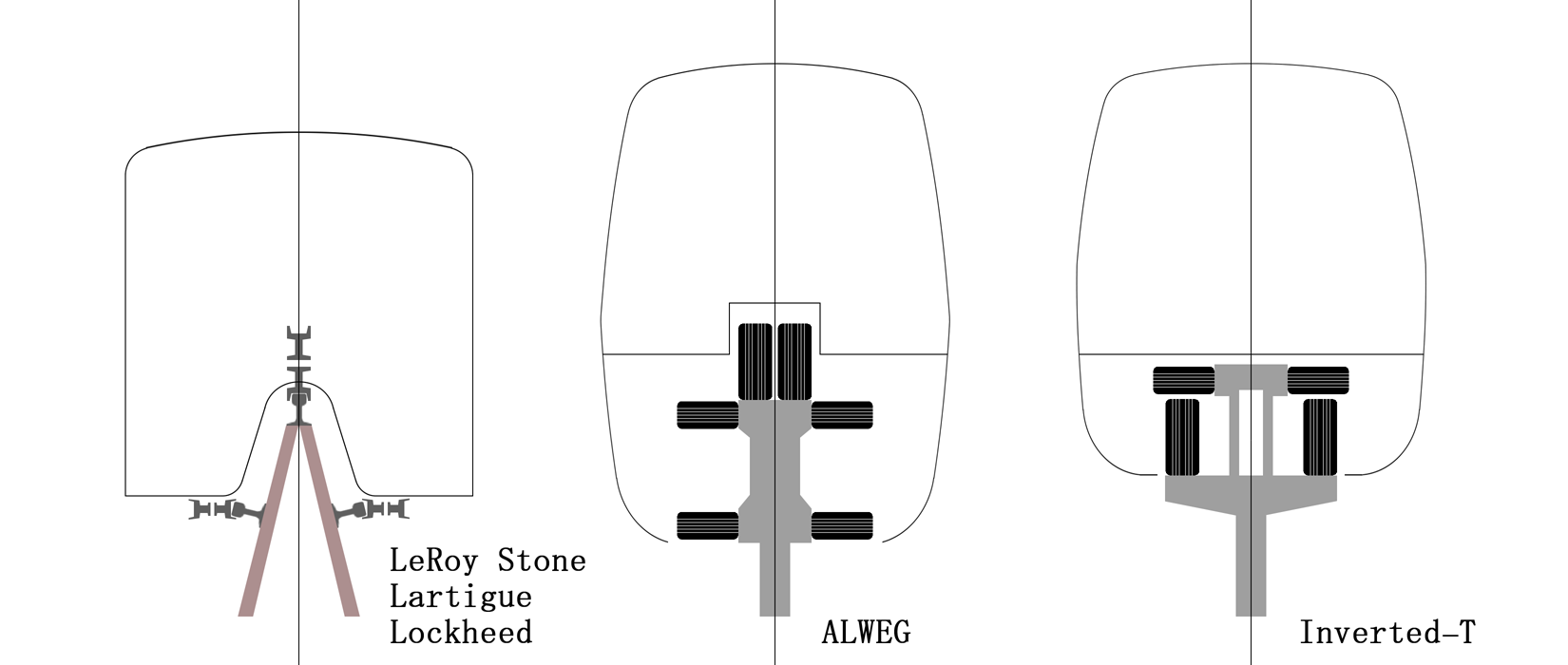
跨座式モノレールの模式図。左から「リロイ・ストーン式・ラルティーグ式」「アルヴェーグ式」「逆T字方式」。

跨座式（こざしき）とは、車両の下にレールがありレールに車両がまたがっている形態のモノレールである。跨がり式とも呼ばれる。
跨座式はその多くが、軌道桁の上にある走行路を走行輪が接して車両重量を支えて車両を走行させ、軌道桁の左右に接する案内輪と安定輪で車両を案内するという方法を取る。この方法では、車両の床下と軌道桁上部の間に車輪があり、さらにその下に案内車輪が存在するため、車両の高さが通常の鉄道車両よりはるかに大きくなるという欠点がある。他に、軌道桁の下部左右に車両重量を支える車輪を設け、上部を左右方向に抑えて案内をする、マイグス式や逆T字方式もある。この方式では、車輌の高さをおさえることができるが、一般化はしていない。日本では、日立製作所によってドイツから導入された、コンクリート製の軌道上をゴムタイヤで走行する「アルヴェーグ式（アルウェーグ式）」あるいはこれを基に規格を統一した「日本跨座式」と呼ばれる方式が主流である。過去に川崎重工業が導入した、コンクリート軌道上に設置された鉄製レール上を鉄車輪で走行する「ロッキード式」や、東芝がアルウェーグ式を参考に独自に開発した「東芝式」もあった。電車線は軌道桁の両側面に2つ設置しており（直流のプラスとマイナスの線）、車両側の集電装置で電力が供給される。
日本国内では東京モノレール・大阪モノレール・沖縄都市モノレール（ゆいレール）などで採用されている。

#### アルヴェーグ式

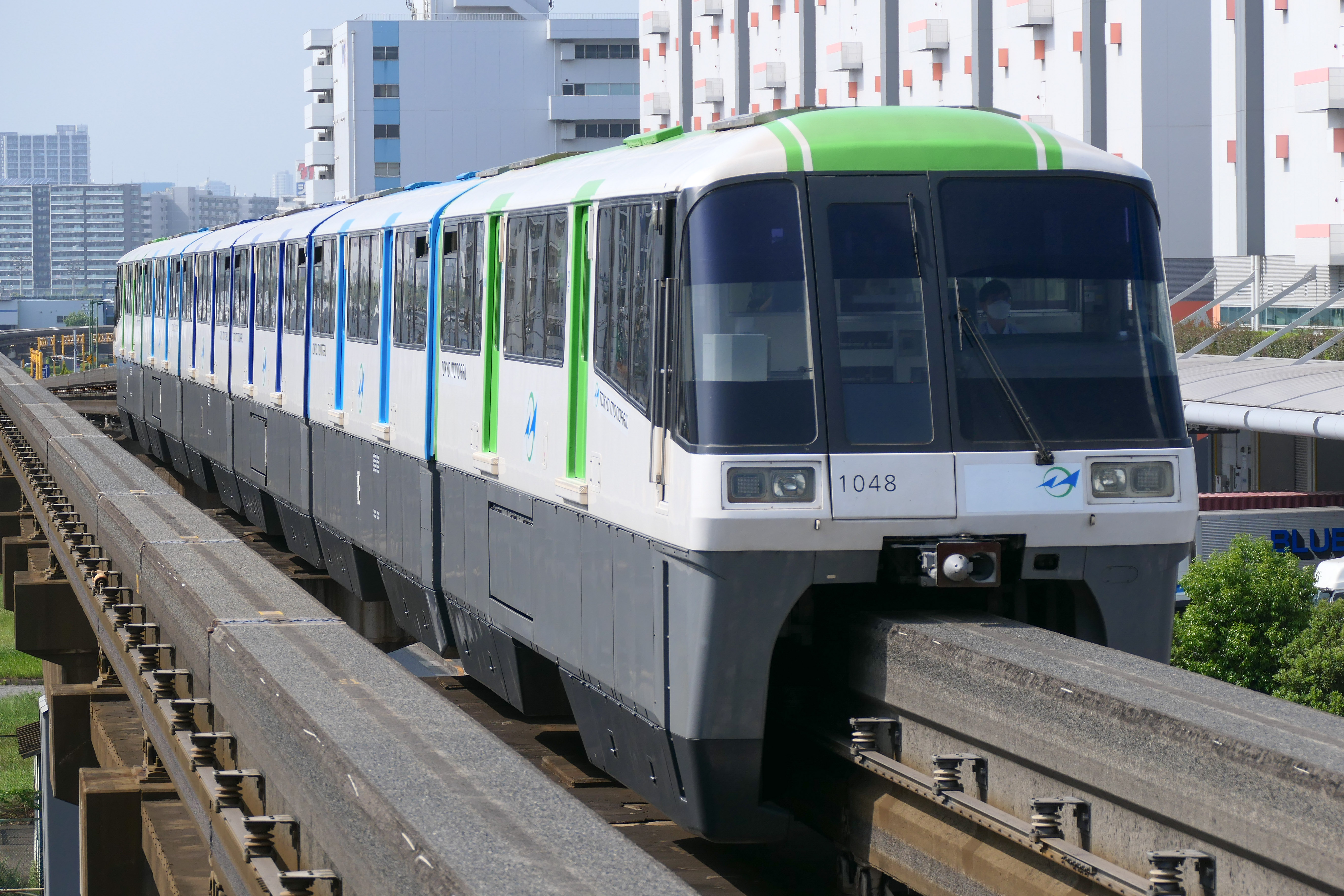
アルヴェーグ式の東京モノレール

アルヴェーグ (ALWEG) 式は、スウェーデンの実業家であるアクセル・レンナルト・ヴェナー＝グレンが特許を取得し、事業化した方式である。アルヴェーグ式という名称は、ヴェナー＝グレンの頭文字であるAxel Lennart Wenner-Grenの頭字語である。日本では日立製作所が事業展開していることから日立アルヴェーグ式とも呼ばれる。
日本国内においては東京モノレール羽田空港線、名鉄モンキーパークモノレール線（2008年廃止）、よみうりランドモノレール（1978年廃止）で採用された。

#### 東芝式
アルヴェーグ式を参考にして東京芝浦電気（現：東芝）が開発。連接台車や自動ステアリングを採用したことが特徴。
本方式はかつて、松尾國三の肝いりで奈良ドリームランドモノレールとして採用後、横浜ドリームランドへのアクセスとして1966年5月開業のドリーム交通モノレール大船線で採用された。
しかし後者は経路に急勾配が多く、連結器や台車などの駆動系部品を中心に設計変更が生じ、車両重量の設計値超過のため故障が頻発するとともに橋脚のコンクリートに亀裂が発生する事態となり、陸運局からの勧告を受けて1967年9月に休止となった。結果、ドリーム交通と設計した東芝との間で長期に及ぶ訴訟となり、その間に設備劣化が進行したこともあり、訴訟終結後も運行再開されないまま車両などの解体撤去が行われた（その後紆余曲折を経て2003年に正式廃止）。このことから奈良ドリームランドでは、車両更新の際は日本輸送機にて新車両が製作された。

#### 日本跨座式
1967年度に運輸省が、交通渋滞が悪化した環境でより優れた輸送手段として、モノレールを対象とする「都市交通に適したモノレールの開発研究」を日本モノレール協会に委託した。研究結果として懸垂式と一緒にまとめられたものが、日本跨座式である。
日本跨座式はアルヴェーグ式をベースに、軌道桁を太くし、台車を東京モノレール500形電車で採用された2軸ボギーの空気ばね台車とし、ゴムタイヤを使用する。アルヴェーグ式よりも床面高さを高くすることで、室内の床を平面にした。しかし、「重心が高くなるために曲線の通過速度が遅くなる」「プラットホームと線路床面の落差が2メートル以上となり、転落の際の安全性に問題があり、ホームに転落防止柵設置が必須となる」「車両断面が大きくなるためトンネルを設けるコストが大きくなる」などの欠点が生じた。
この方式は、日本万国博覧会（大阪万博）で会場内の交通機関として採用された。以後に跨座式を採用して開業した路線はすべてこの方式である。
日本国外にも輸出されており、中華人民共和国の重慶軌道交通2号線、3号線、大韓民国の大邱都市鉄道公社3号線は日本跨座式が採用されている。
日本国内のモノレールには休廃止された路線も複数ある中で、本方式を採用した路線は2020年時点でも、大阪万博でのモノレールを除いた全路線が運行を継続している。

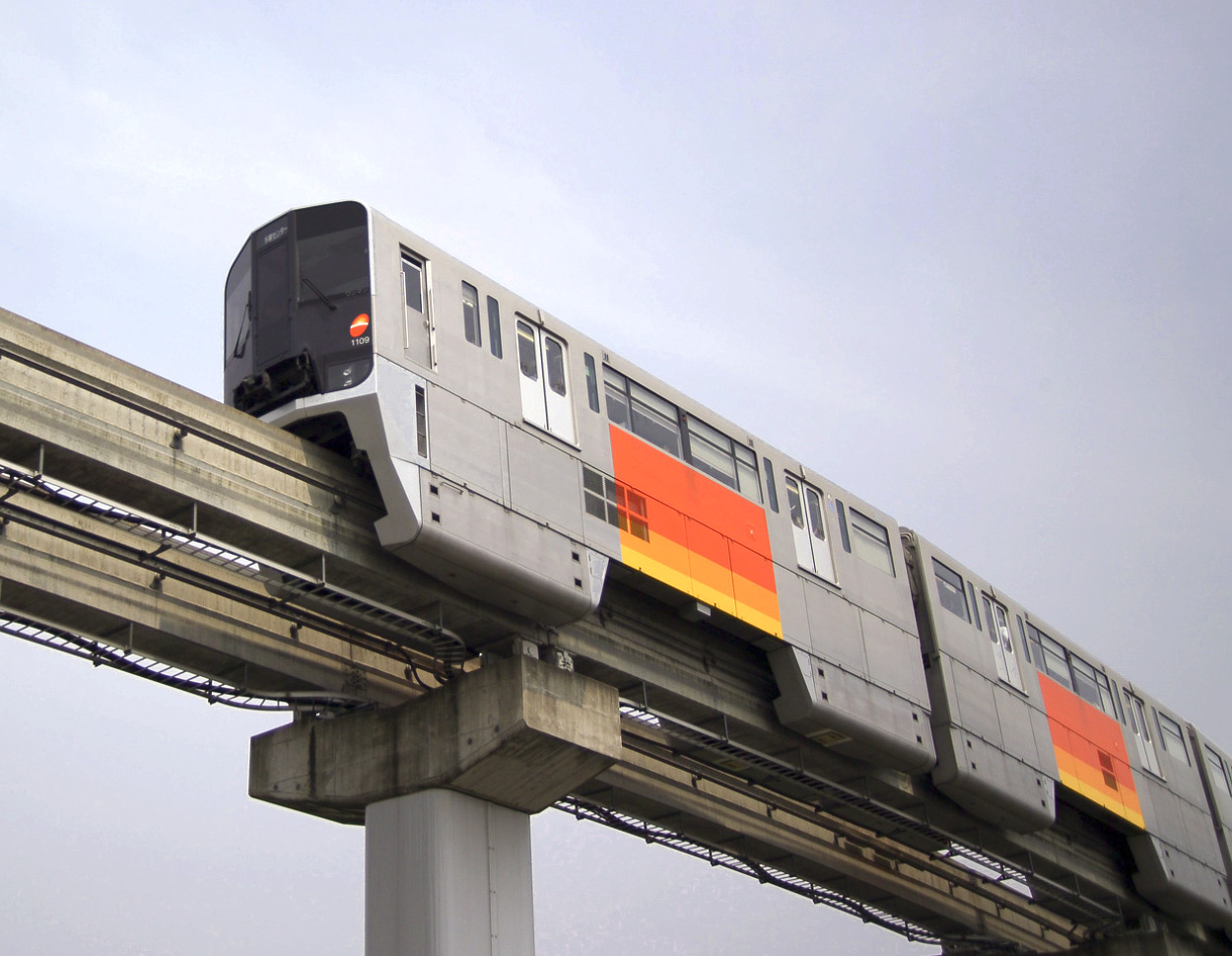
日本跨座式の多摩モノレール
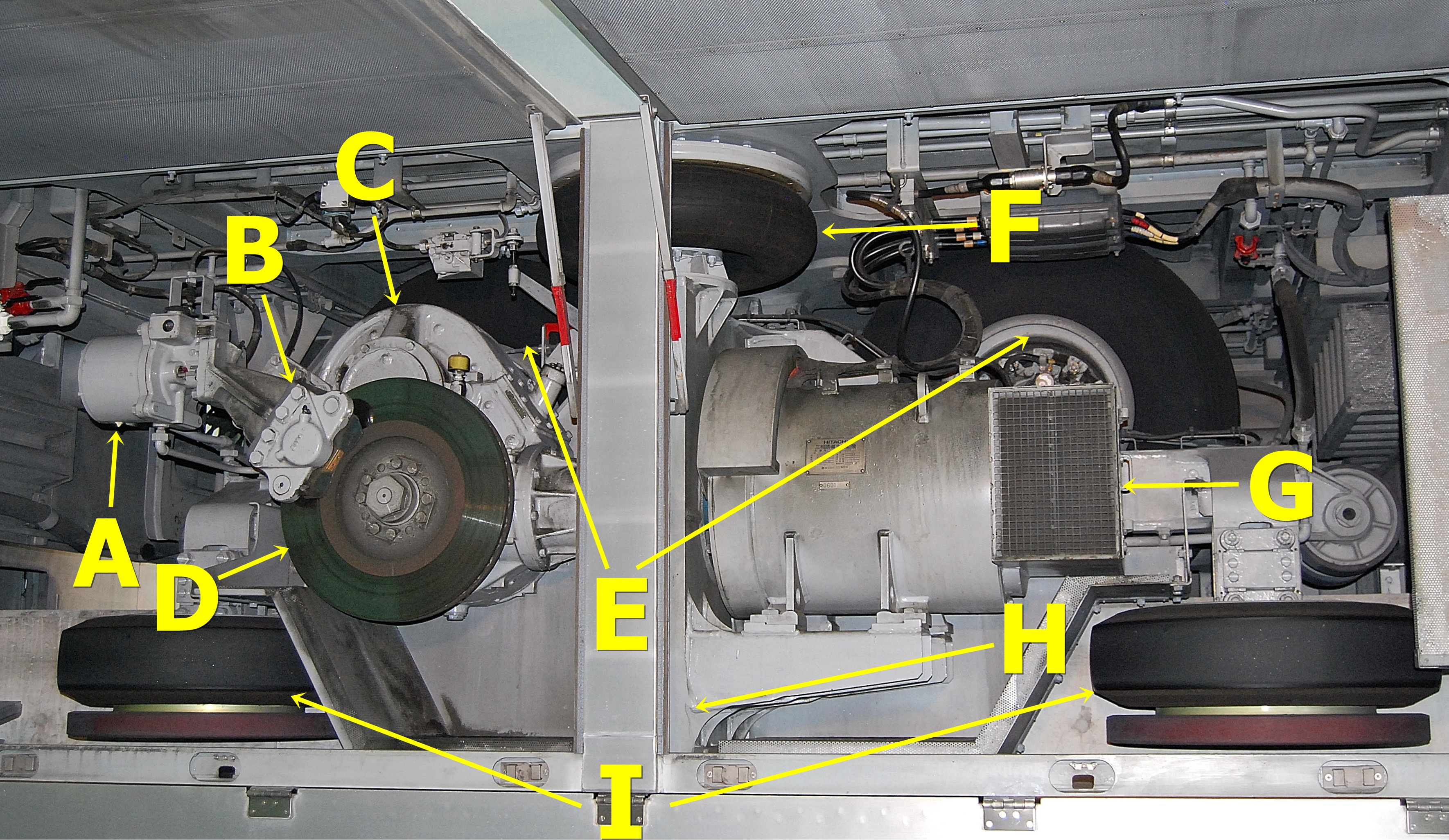
多摩都市モノレール1000系電車の日本跨座式の動力台車。A空油変換器（ブレーキ用）・Bライニング制輪子・C駆動装置・Dブレーキディスク・E走行輪・F空気ばね・Gモーター・H安定輪に伸びる台車枠のアーム（下に安定輪がある）・I案内輪。

#### ロッキード式
ロッキード式は、アメリカ合衆国の航空機メーカーであるロッキード社が開発した方式である。コンクリート製の軌道の上に鉄のレール（主レール）を敷き、その上を鉄の車輪を使って走行する。鉄製の車輪のため、小径の車輪でも車両の重量を負担することができ、室内の床は平面ですむ。また車体を安定させるために、主レールの頭部側面を左右から上部安定輪でおさえている。さらにコンクリート桁の左右下部にも鉄レール（サイドレール）が設けられており、そのレールを左右から下部安定輪でおさえている。
日本では、ロッキード社から技術を導入するため、川崎航空機工業、川崎車両、日本電気、西松建設、北海道炭礦汽船、丸紅飯田などが出資した日本ロッキード・モノレールが1961年5月に設立された。当初は時速160km/hでの高速営業運転が可能である、乗り心地が良い、といった点をアピールポイントとしていた。姫路 - 鳥取間を高速ロッキード式モノレールで繋ぐという計画もあった。しかし、鉄路であるため騒音が激しく、メンテナンス自体も鉄道並みに煩雑で、経年変化により揺れも激しくなるなど、デメリットが目立ち（当時の記録映像でも車内で揺れが激しいことが見て取れる）、日本以外での導入事例はなく、ロッキード社自体もこのモノレール事業からは早々に撤退した。
この方式は、姫路市交通局（のち姫路市企業局交通事業部を経て廃止）のモノレール線（1966年開業）と、小田急電鉄の向ヶ丘遊園モノレール線（1966年開業）の2路線で採用された。いずれも既に廃止されており、現存路線は存在しない。

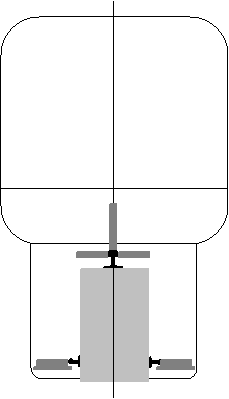
ロッキード式モノレールの軌道と車輪の配置図
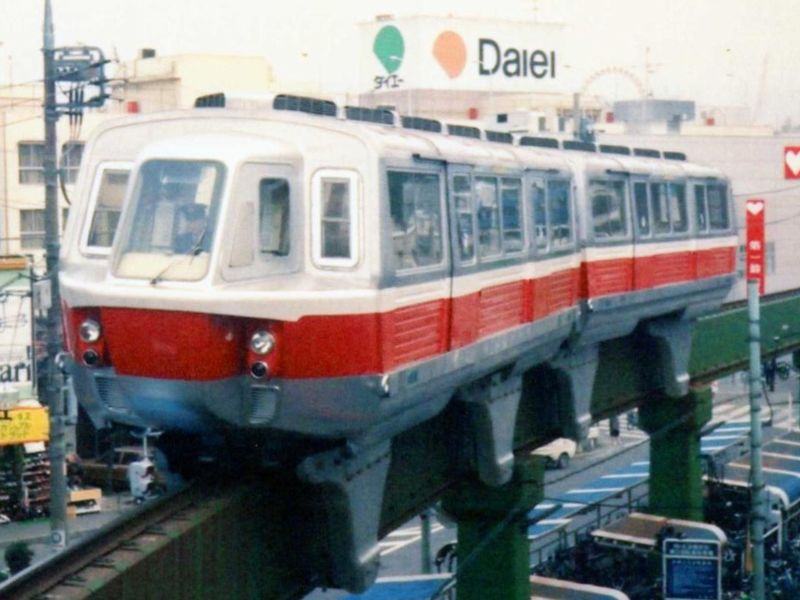
ロッキード式を採用した小田急向ヶ丘遊園モノレール線。軌道上に鉄のレールが見える
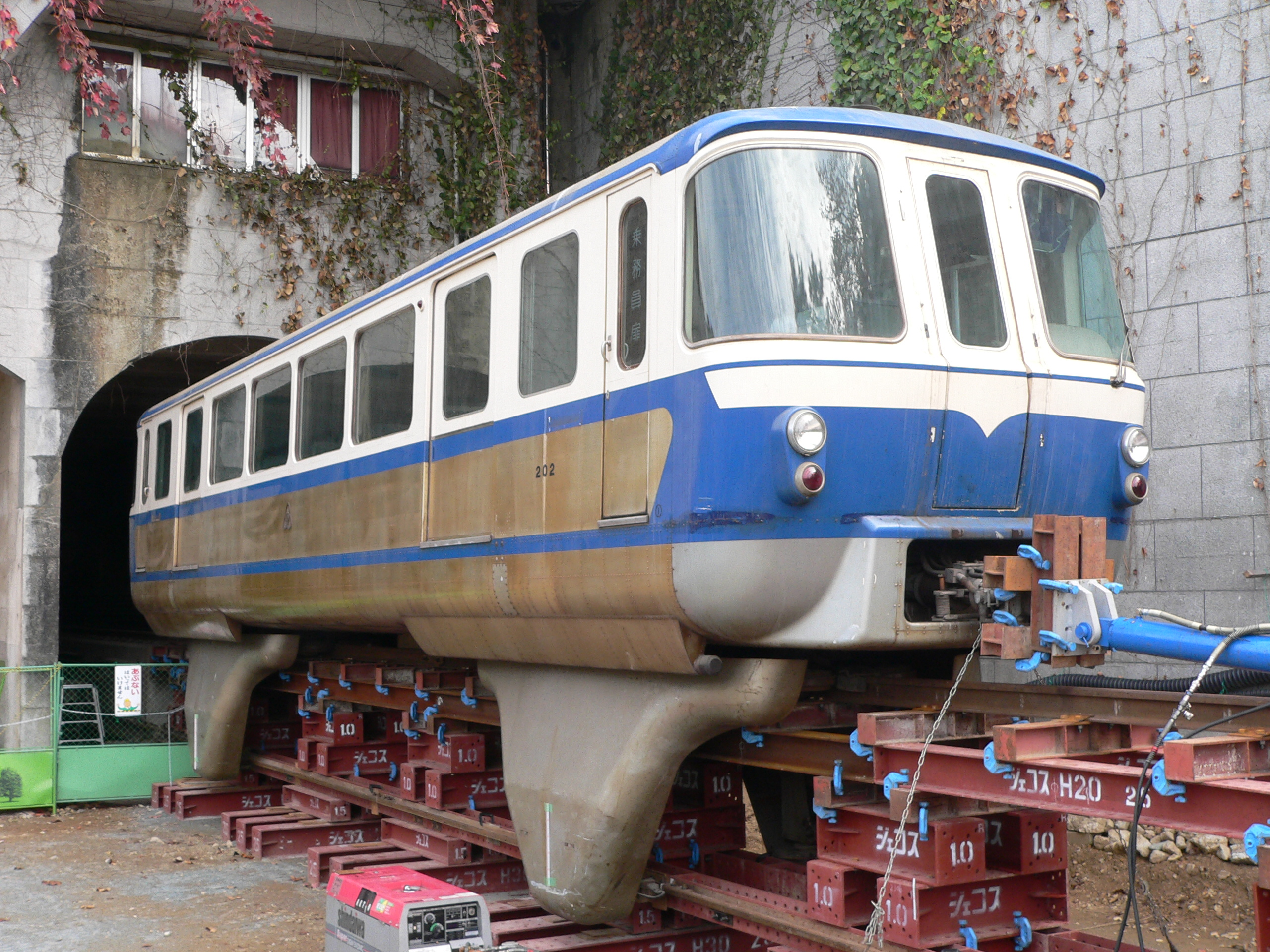
ロッキード式を採用した姫路市交通局モノレール線の保存車両

#### 逆T字方式
逆T字方式は、中央案内軌条式の新交通システムと類似した構造を持つ。実用的な交通システムとしては、スペインで開発されたユーロトレン (Eurotren) とアメリカ合衆国で開発されたアーバノート (Urbanaut) がある。逆T字方式は、アルヴェーグ式と異なり、レール上面にタイヤが乗らないために、高さを抑えることができるというメリットがある。
ユーロトレン
ユーロトレンは1980年から開発がはじめられた。2.4kmの試験線が作られ、1989年で開発が一段落したとされる。この方式は21世紀初頭現在実用化されていないが、断念されたわけではないらしい。
アーバノート

アーバノートは、アルヴェーグ式の開発にも携わった技術者のエイナー・スヴェンソンがより進んだ跨座式モノレールとして開発した方式である。「タイヤハウスが室内に突出している」「車高が非常に大きい」「分岐器が大規模なものとならざるを得ない」などの、アルヴェーグ式の重大な欠点を解消することを目的としてデザインされた。大韓民国で初めてのモノレール「月尾銀河レール」路線が2009年に仁川月尾島で開通予定だったが、手抜き工事や試運転中の事故多発により安全が保証できずに計画が全面白紙化され、小型の観光用モノレールへ転用された。

### 案内軌条式鉄道
日本の法律上はモノレールに分類されないが、案内軌条式鉄道の一部に、一本の案内用軌条を中央に有し重量は別に設けられた走路が負担する逆T字方式モノレールに近い形態の、VONA方式を採用した桃花台新交通桃花台線と山万ユーカリが丘線がある。札幌市営地下鉄も類似する札幌方式が用いられている。

## 産業用モノレール

みかん運搬用モノレール
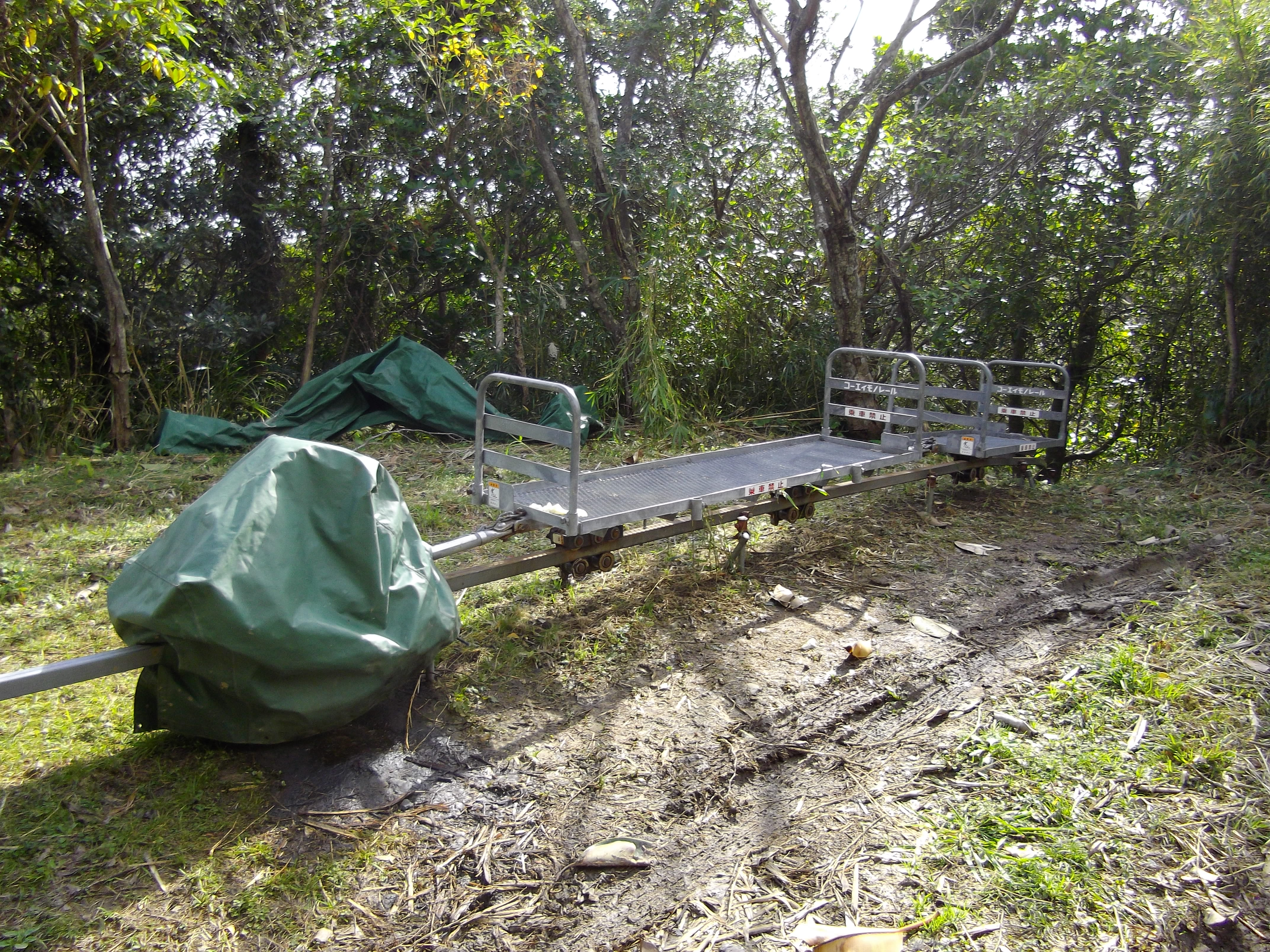
車両
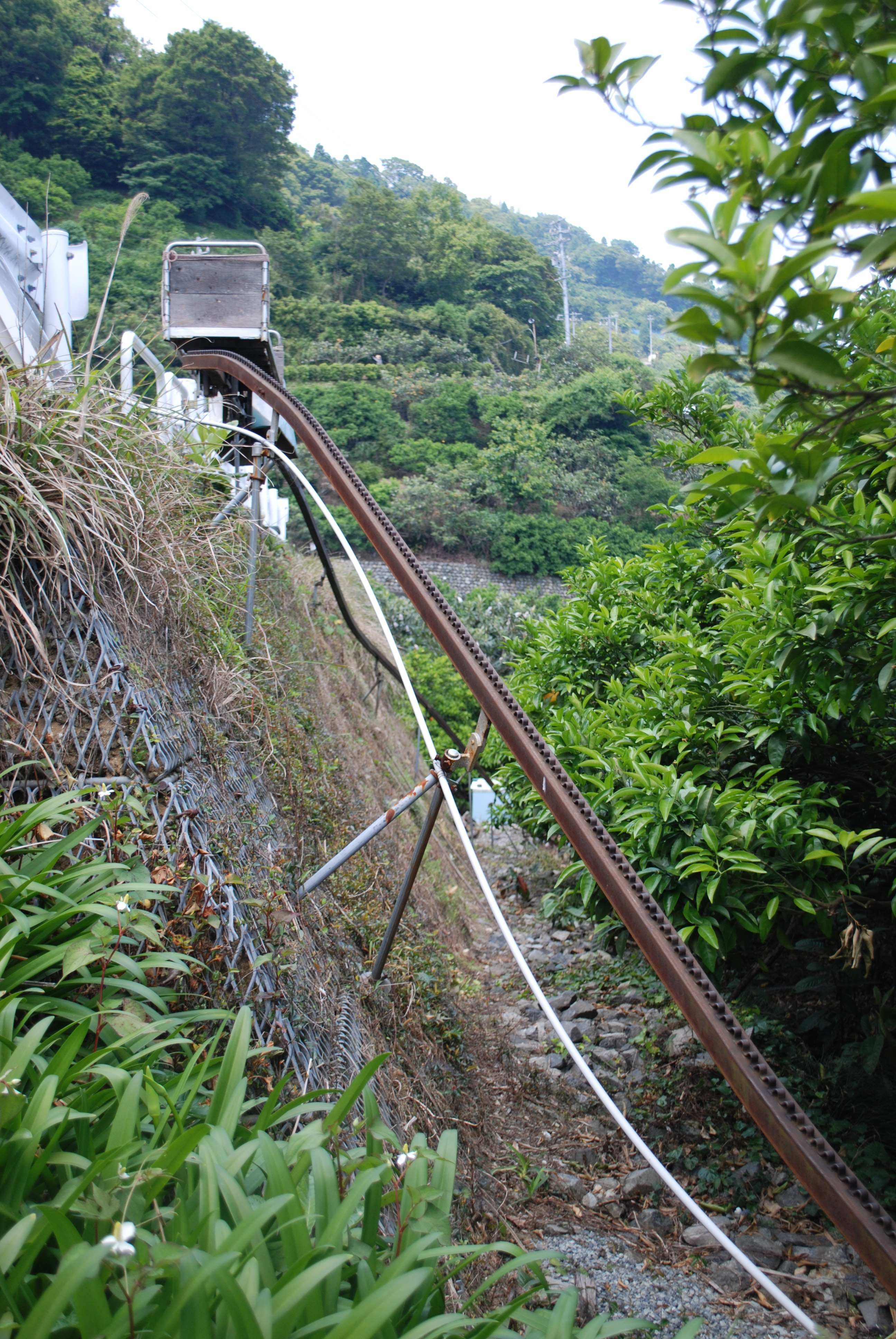
軌条

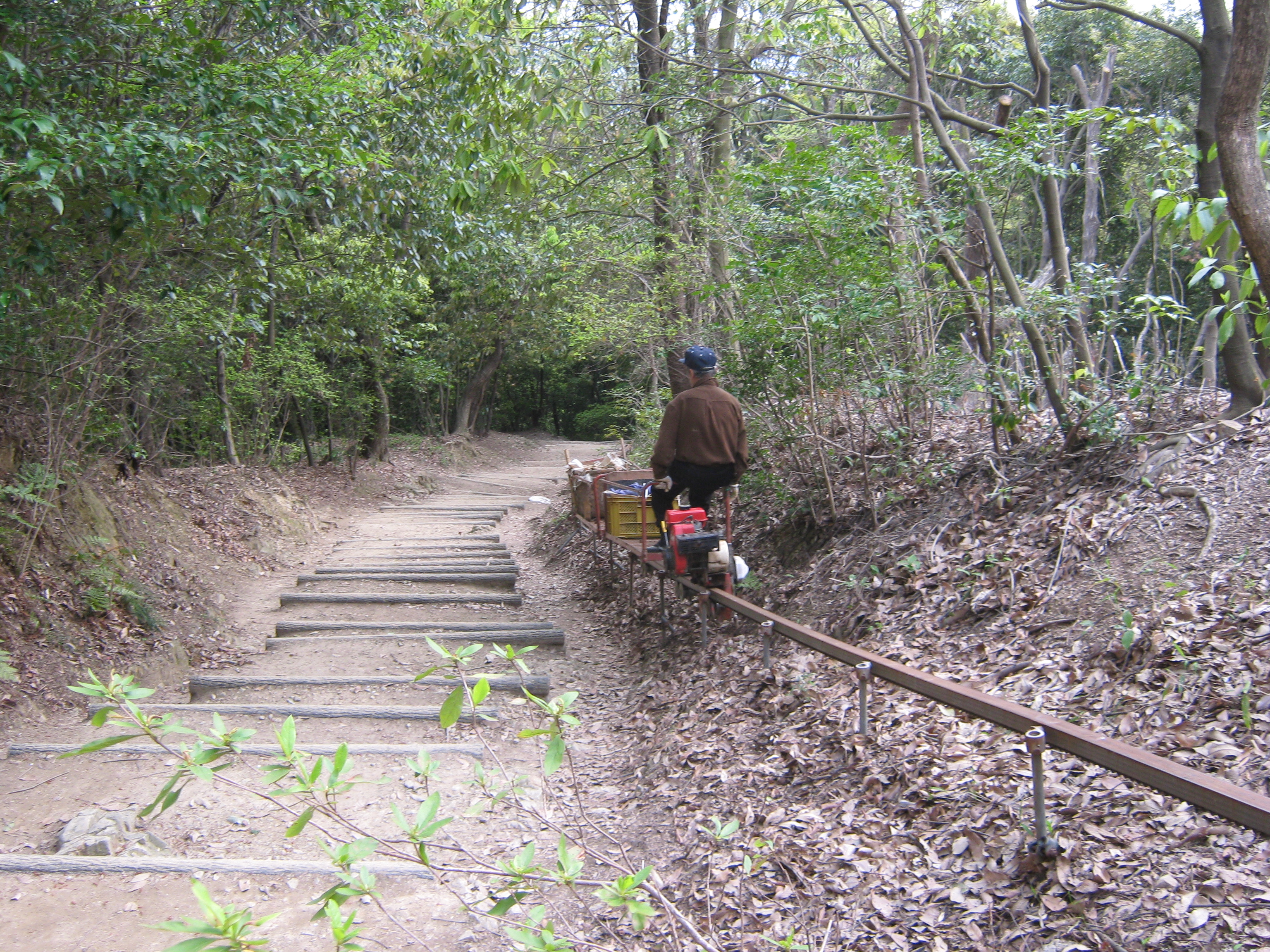
人が乗った、タケノコ搬出用モノレール

産業用の簡易輸送施設としてモノレールを使うという発想は古くからあり、起源は不明である。モノレールの嚆矢とされるPalmer式モノレールも産業用モノレールとして始まっており、その後も多くの同様の趣旨で作られた路線があった。ここでは、もっぱら産業用として限定的に開発されたモノレールの系譜についてまとめる。
遅くとも1949年に、交通機関としてではなく不整地での工事用・工場内での物資輸送などを主な目的とする産業用モノレールが開発され商品として販売された。同年に、イギリスのレール・マシンズ・リミテッド (Rail Machines Ltd.) から発売されていたという記録がある。この産業用モノレールは、特許取得の記録が残されており、それなりに商業的にも成功をおさめたようである。
日本では、1966年に、当初は主にみかんを初めとする果樹栽培の、急傾斜地での労働軽減を目的とした農業用モノレールがニッカリと米山工業株式会社によって開発・販売された。これらは摩擦ではなくラック・アンド・ピニオンで車両を駆動するようになっている。速度が遅いという欠点はあったものの、勾配に強く、最大45度まで許容できた。
この農業用モノレールは、基本的に物資輸送用であり人間が乗ることは想定されていなかった。しかし、その物資輸送用モノレールに無理やり乗車する者が後を絶たず、しばしば死傷事故を引き起こした。そのため、「乗車することを止められないのならば、安全に乗車できるシステムを」という方向で、農林水産省・厚生労働省・経済産業省なども参加して安全基準などを定める方向に至った。
その後、人員輸送用にも使えるものや、急傾斜地の工事現場で作業用道路が不要となることが注目されてコンクリートなどの資材や小型重機などの運搬ができるものなど、高性能で安全なものが開発されるようになり、多くの会社で製品化されている。
物資運搬用以外にも、長崎市の斜面移送システムのような自動車道路の建設が困難な地域での生活の足や、老齢者の福祉介護用、山岳地帯の送電塔などの保守用、急傾斜を登らなければならない展望観光地の観客輸送・バリアフリー施設用などにも用途が広がっている。日本国外でも農業用、パイプラインの敷設など産業用モノレールとして使用実績もある。
これらの中には、重量物輸送用の高性能タイプなど主軌条のほかにバランスを取るための副軌条を持つシステムもあり、厳密には「モノレール」とは呼べないものも含まれている。しかし副軌条を持つものを含めて、おおむね「産業用モノレール」としてまとめられている。
産業用モノレールの主な銘柄としては、以下のものがある。
- モノラック（株式会社ニッカリ／米山工業株式会社） - 日本国内農業・産業用モノレールトップシェア[いつ?]
- エルタラインキャリア（株式会社エルタ）
- オートワゴン（株式会社 正富）
- ハイラック（飯田ユニパー株式会社）
- ゴーリキ（光永産業株式会社）

## 簡易型モノレール

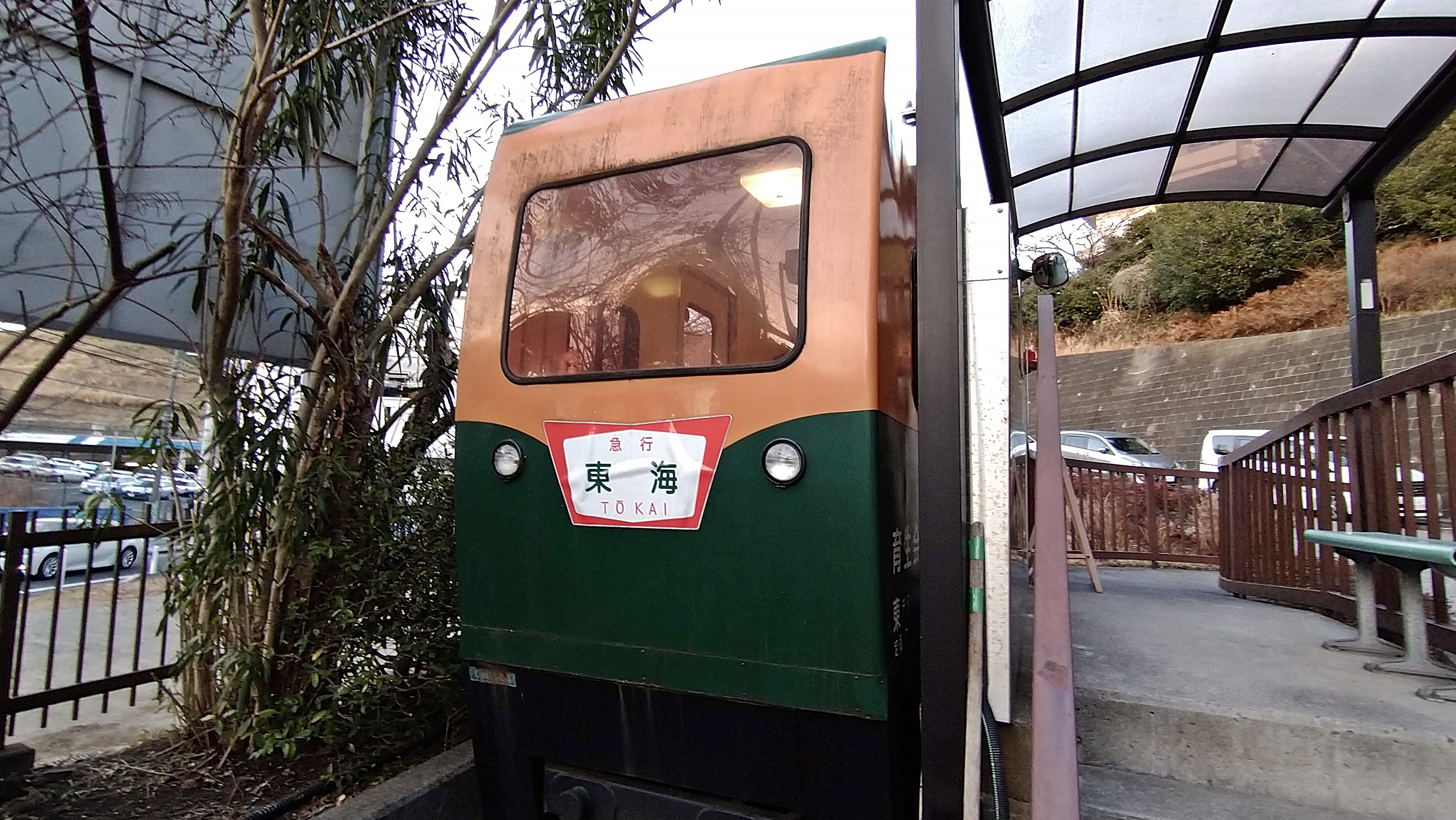
横浜病院の「ごんたん」（横浜市保土ケ谷区）

遊園地のアトラクションや博覧会場内の移動用としての簡易なモノレールもさまざまな会社で製造されている。
横浜市保土ケ谷区狩場町にある育生会横浜病院のモノレールは、国道1号（権太坂上バス停付近）と高台にある病院を結ぶ。病院が高台へ移転した際に、鉄道ファンの理事長の発案で設置された。ちよだ製作所（香川県高松市）の製造である。病院公式サイトでは、名物モノレール「ごんたん」として紹介されている。当初の塗色はクリーム色と黄緑色のツートンカラーであったが、2016年に湘南電車の色に変更され、下り側に「急行 東海」のヘッドマークシールが貼付され、上り側は病院グループのマークシールが貼付されている。
つくばで行われた国際科学技術博覧会の会場内交通機関として使われた「ビスタライナー」を製造した泉陽興業は、同システムを発展させた「ニュービスタライナー」をローコストで軽量級の交通機関として提案している。同様に、スイスを拠点とする遊戯施設メーカー・インタミンも実用モノレールをラインナップしており、モスクワや中国深圳での採用実績がある。イギリスに本拠を置く遊戯施設メーカー・セヴァーン・ラムもSLシリーズという実用モノレールを製造しており、アミューズメントパークの交通機関だが、イタリアのサヴォイで採用実績がある。

## かつて考案された古典的な方式
モノレールあるいはモノレールに類似した交通システムには、考案されたが実現しなかったもの、ごくわずかな実例しか存在しなかったもの、一時期はある程度普及したがその後廃れたもの、などがたくさん存在する。一部を歴史順に記す。

### パーマー式

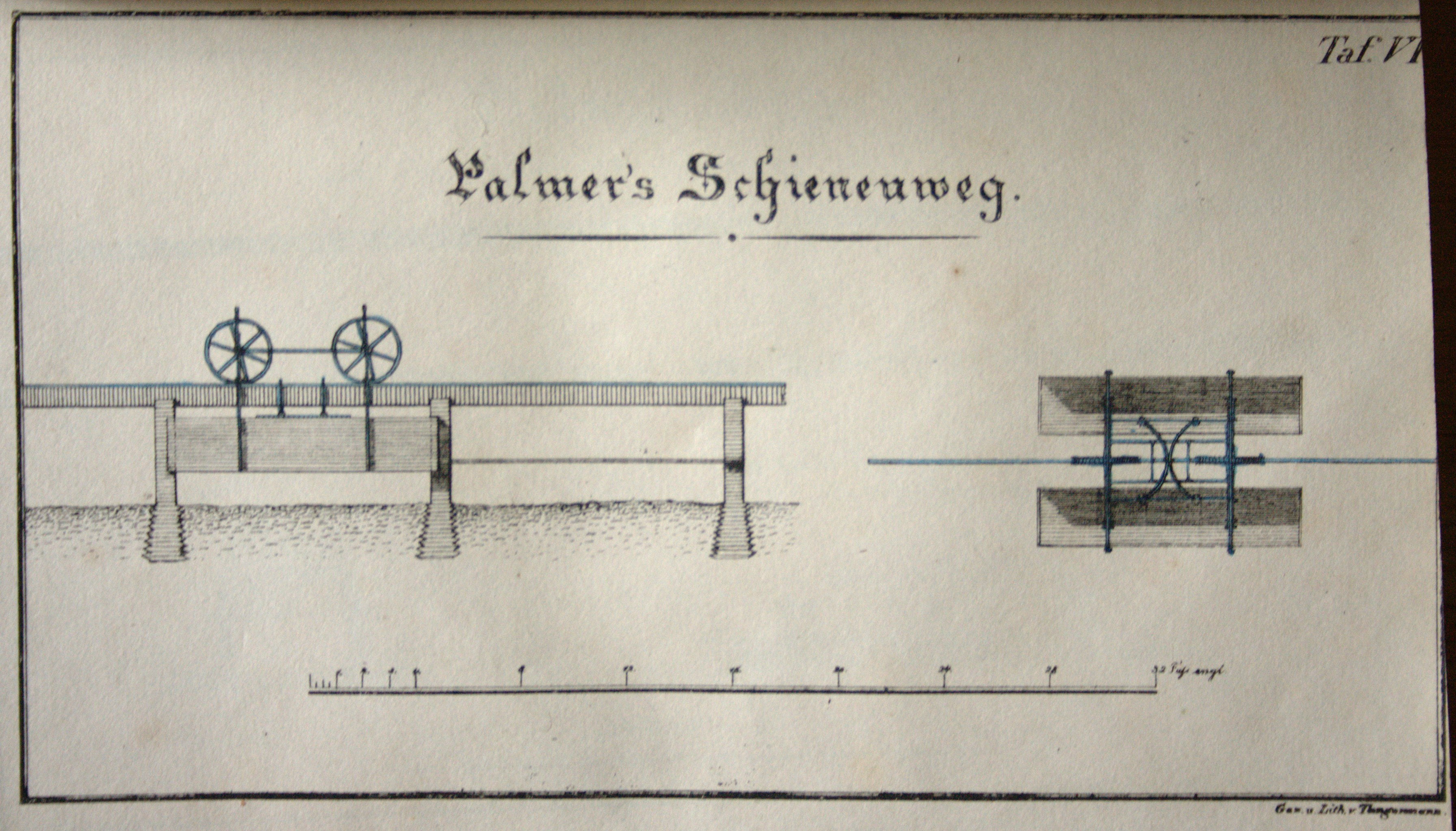
フリードリッヒ・ハーコートによるパーマー式モノレールの図解

高い位置にレールを通し、そこから車両をぶら下げる懸垂式モノレール。荷台・客室は左右に振り分けられ、バランスを取っていた。ヘンリー・ロビンソン・パーマー(Henry Robinson Palmer)が開発したもので、1821年11月22日にイギリスで特許が登録されている。1824年にロンドンのデプトフォード造船所に荷物輸送用のものが作られ、翌1825年にハートフォードシャーに旅客輸送用モノレールが開設された。のちにランゲン式を採用したヴッパータール空中鉄道を建設することになるヴッパータールでもパーマー式モノレールの導入が検討されたが、実現はしなかった。当初の動力は馬・人・ラクダ（北アフリカ産）などだったが、詳細不明ながら遅くとも1878年頃までに蒸気動力が導入されていたことがわかっている。
本方式が一般的に「世界最初のモノレール」とされている。

### ユーイング式

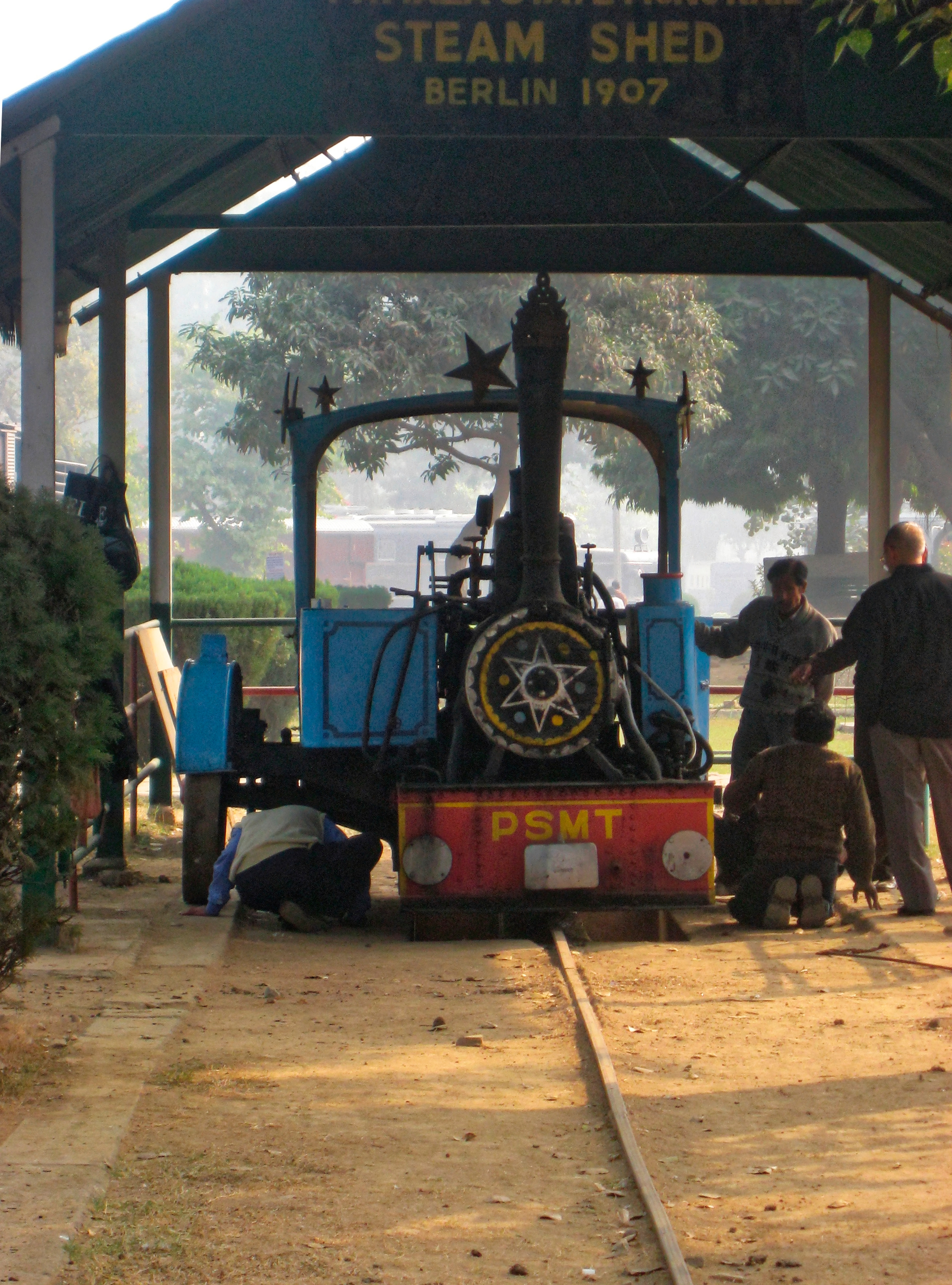
ユーイング式

1本のレールに車体が乗り、車体の片側に取り付けられた幅広の車輪で支持して転倒しないようにして走行する方式。19世紀後半（1868年頃?）にイギリス人発明家のチャールズ・ユーイング (Charles Ewing) により考案されたものと考えられている。ユーイング式は、線路に全重量の95%程度がかかるように設計されており、走行抵抗は通常の鉄道と大差ない程度におさえられている。レールを1本しか必要としないため敷設コストが節約できるほか、線路が占有する幅員が狭いために道路と同居しやすいという利点があった。案内は一本の軌条が行うが、全重量をその軌条が負担するわけではなく、厳密には案内軌条式鉄道に分類される。
本方式はイギリス人のウィリアム・サロルド (William Thorold) が具体化し、インドのパティアーラ州立鉄道 (PSMT) に導入された。PSMTは1910年に開通した路線で、馬力鉄道として開通したのちにオーレンシュタイン・ウント・コッペル社製造の蒸気機関車が導入され、全盛期は2路線で80kmの行程であった。
PSMTは道路の改良と自動車の出現によって1927年に廃止され、長らく存在が忘れられていたが、1962年に再発見された。後年に車両は保管されてインドのニューデリー鉄道博物館で動態保存されている。

### リロイ・ストーン式

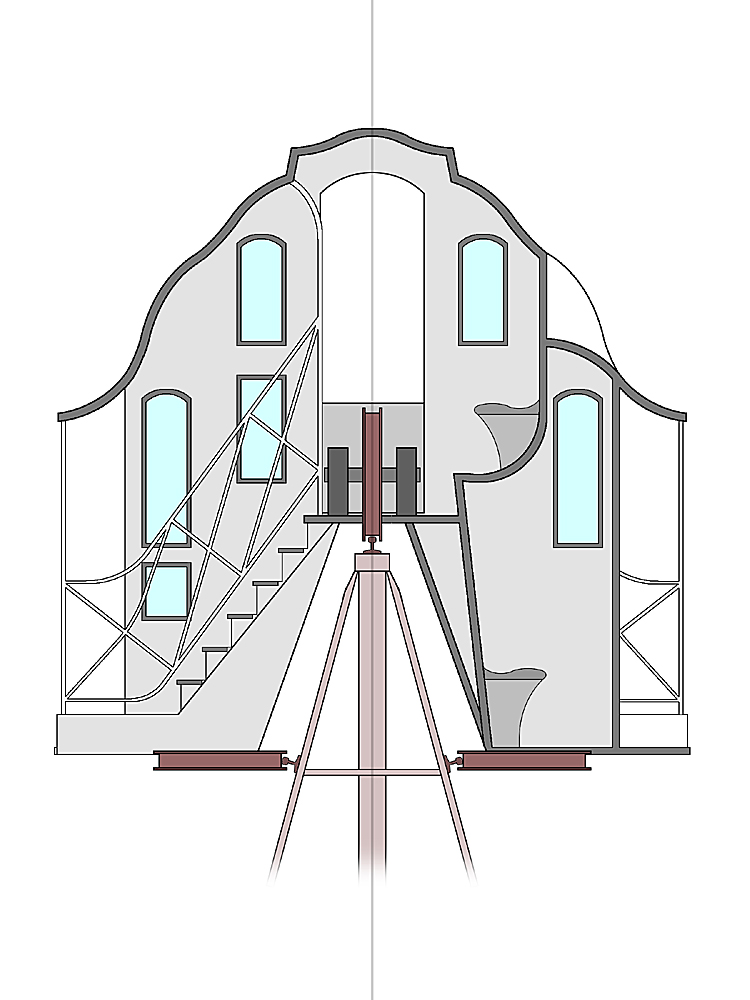
リロイ・ストーンのセンテニアル・モノレール

1876年に行われたアメリカ合衆国建国百年記念博覧会の会場にセンテニアル・モノレールとして設置されたものであり、極初期、あるいは最初の跨座式モノレール。リロイ・ストーン将軍（General Leroy Stone）により考案された。A字型の橋脚の上に一条、下に左右に二条のレールを持ち、上の車輪で車重を支え下の車輪でバランスを取る方式である。3点で車体を支える方法は跨座式モノレールのひとつの様式となり、その後のラルティーグ式・アルヴェーグ式・ロッキード式などにも踏襲されている。

本方式は、すべての車輪は両フランジで、動力は蒸気である。その後の「跨座式」と類似のレイアウトであり、すでに全高が高くなる欠点が顕在化していた。下側車輪の左右に垂れ下がった車体の部分を機関車では水槽や炭庫として使い、客車ではそこにも客席を設けてダブルデッカー構造としてスペースを有効に活用すべく努力した形跡が認められる。

### ラルマンジャ式

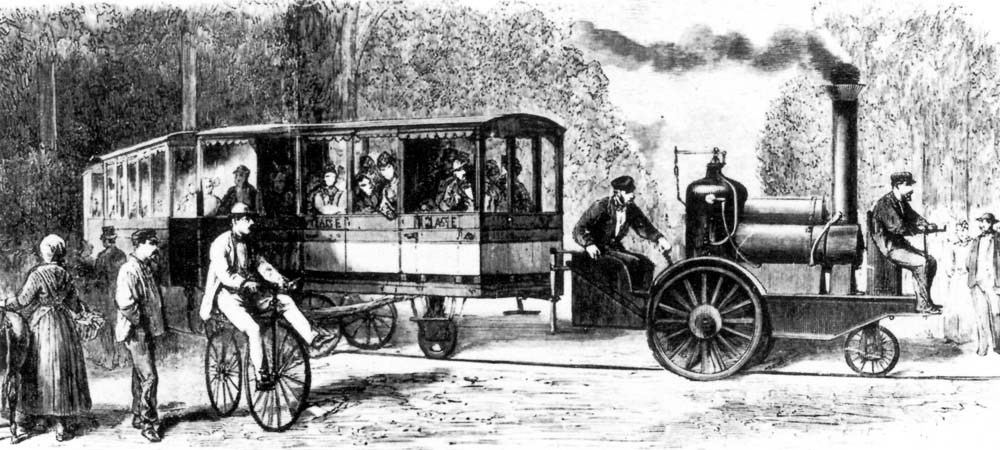
ラルマンジャ式

中央の一本のレールを誘導用として使用し、両側に取り付けられたフランジの無い幅広の車輪で駆動・支持して走行する方式。両側の車輪は木製の板の上を走行する。フランスのジャン・ラルマンジャ (Jean Larmanjat) により考案された。案内は一本の軌条が行うが、全重量をその軌条が負担するわけではないため、厳密には案内軌条式鉄道に分類される。
類似した発想に基づくユーイング式では一条の鉄軌道が大半の重量を負担したが、ラルマンジャ式はそうはなっていない。鉄軌条は、全車両の案内と機関車など重量車両の重量の大半の負担を受け持っていたが、客車などの軽量車両はその重量の大半を側車輪が負担するようになっていた。客車は、馬車などに中央の鉄軌条による案内を付け加えたような構造となっていた。
1868年8月にフランスでイベント用交通機関として実用化され15か月間使用されたという記録が残っているが、詳細は解明されていない。
その後、1870年代にリスボンの市街鉄道で使用された。両側の走行用の板が早く傷んでしまい、乗り心地も悪かったため普及に至らなかった。

### マイグス式

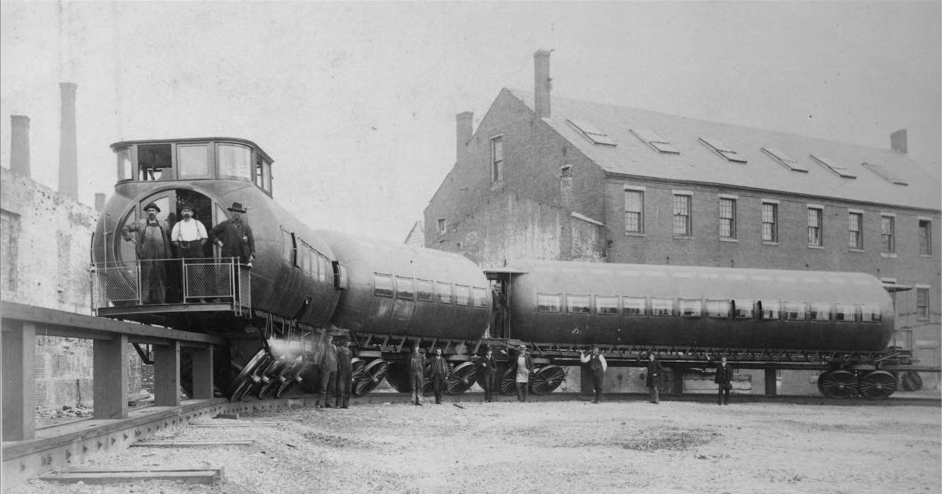
マイグス式

上下に1本ずつ計2本全4面を持つレールを設置し、下部のレールを外側に傾いて設置された車輪で両側から挟み込んで車重を支え、上部のレールを水平に設置された車輪で両側から挟み込んでバランスを取る方式の跨座式モノレール。アメリカのジョー・V・マイグス (Joe V. Meigs) により考案されたもので、1886年にマサチューセッツ州のケンブリッジで試験的に使用された。これは都市での高架鉄道の試行のひとつであり、ルート28の上に敷設された。
一般に跨座式モノレールの場合、軌道桁の上面で車両重量を支えるが、マイグス式では軌道桁の下部で支えている。そのため軌道桁から床面までの距離を詰められるという特徴があった。この考え方は、のちの「逆T字方式」と呼ばれる方式のモノレールにも共通するものである。

### ラルティーグ式

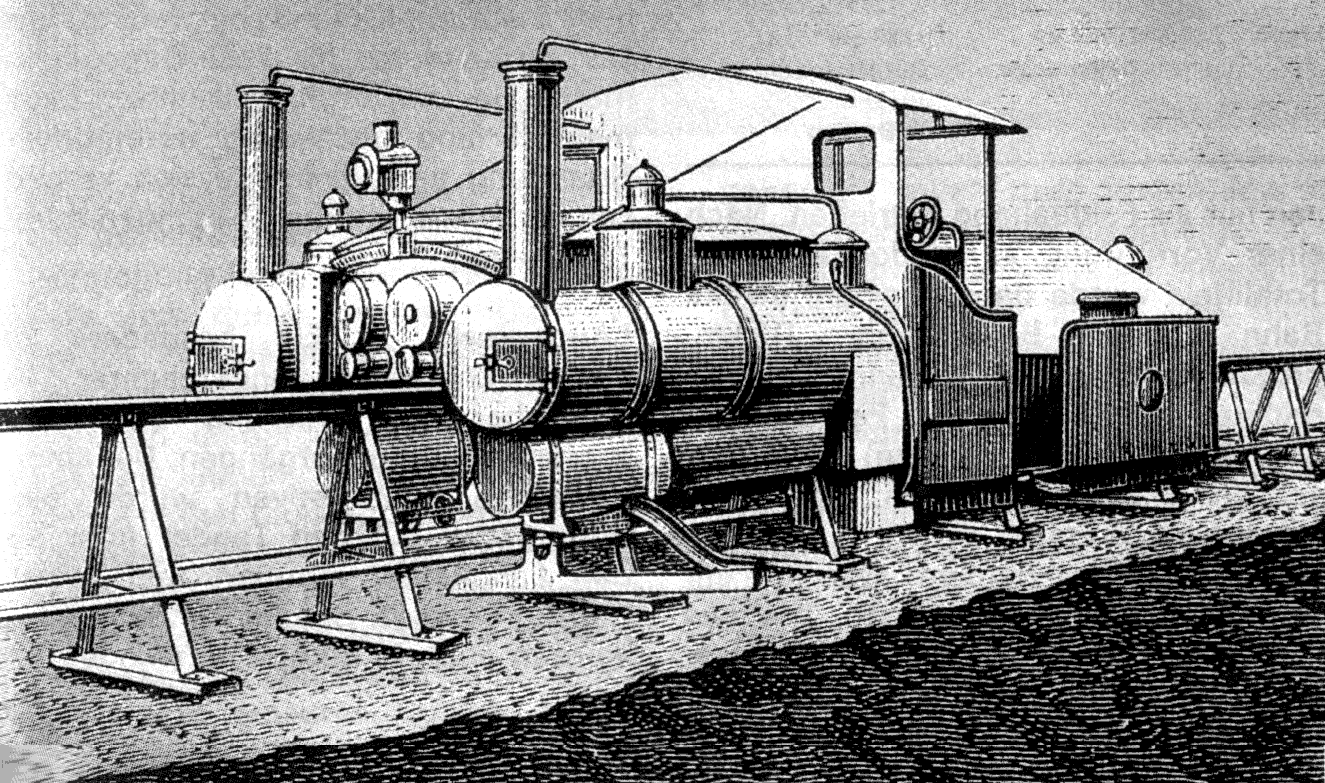
ラルティーグ式

A字型の支柱の上と支柱の下の左右に合計3条のレールが設けられており、上のレールで車輌重量を支え下のレールで車体を安定させるという方式。アルジェリアなどでパーマー式懸垂式モノレールの建設に携わっていたシャルル・ラルティーグ (Charles Lartigue) が開発したもので、これは跨座式モノレールとしてはポピュラーな様式であり、アメリカ合衆国建国百年博覧会で披露されたリロイ・ストーン式モノレールなどの先例がある。
1888年3月1日にリストウェル・パリブニオン鉄道（アイルランド・ケリー県）の14.4kmの路線が開通した。動力は蒸気で、3軸式の機関車が用意された。この路線は1924年にアイルランド内戦によって破壊されたことから廃線となった。2002年に短い区間ではあるが観光目的で復元され、レプリカの車両で運転されている。機関車は蒸気機関車風の外装になっているが、ディーゼル機関車である。
他に営業に使われた路線としてはフランスのフュール＝パニシエル鉄道がある。開通は1893年で、延長は16.9キロだった。この路線は1902年に廃止された。蒸気機関車が1両、保存されている。
最後のラルティーグ式モノレールは、1924年にアメリカ合衆国カリフォルニア州のマグネシウム鉱山・クリスタルヒルとトローナの鉄道駅との間を結んだものだったと考えられている。こちらでは内燃機関を積んだ機関車が使われた。これは20世紀後半になって開発された産業用モノレールに酷似していた。
ラルティーグ式の欠点は踏切が作れないことで、踏切を設けざるを得ない場所では必要に応じて線路を取り外すという方法が採用されていた。分岐器は最後まで開発されず、やや湾曲したレールを持つターンテーブルによって代替されていた。

### ボイントン式

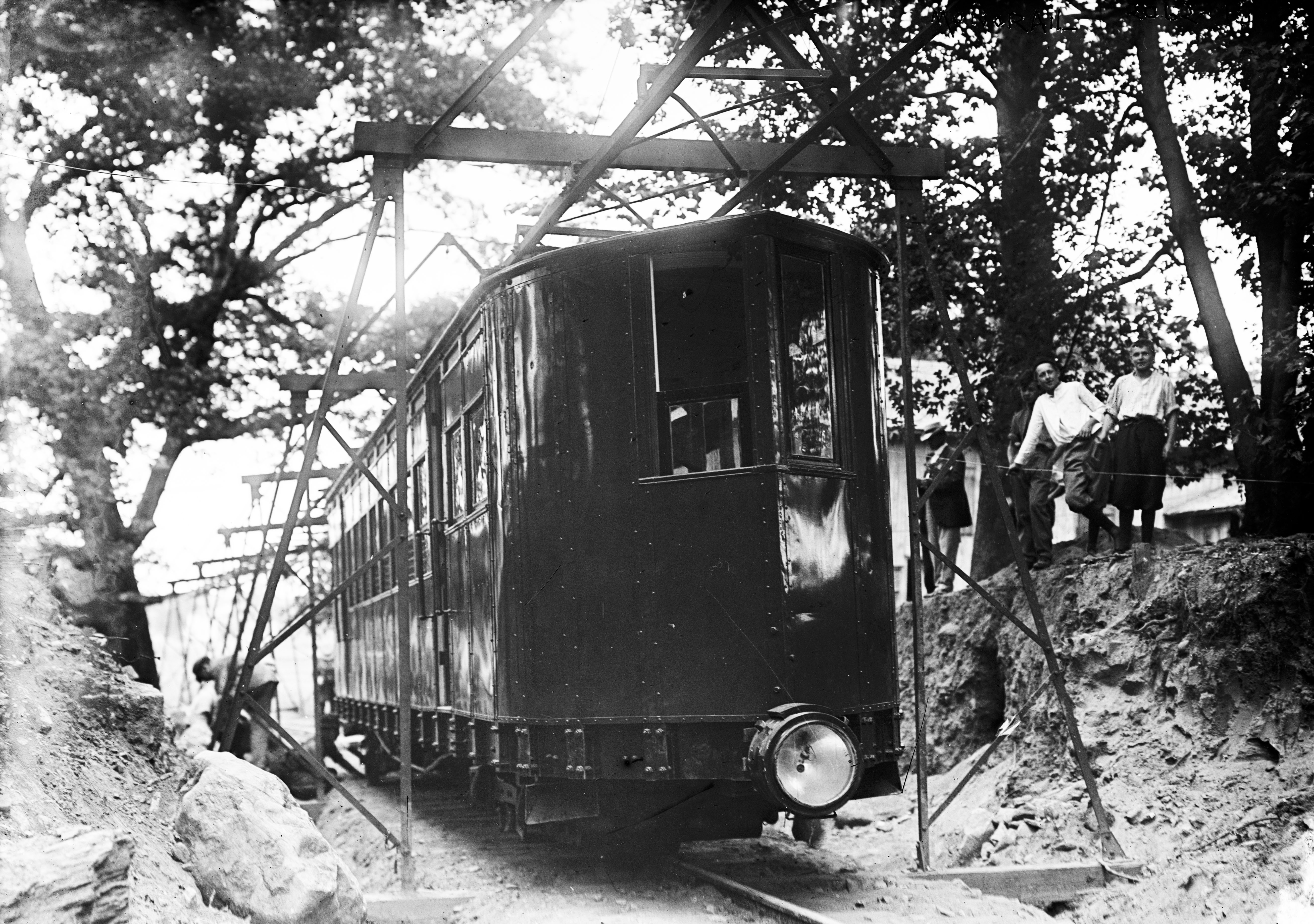
ボイントン式

アメリカのイーベン・ムーディー・ボイントン (Eben Moody Boynton) により考案された方式で、上下に1本ずつ計2本のレールを設置し、下部のレールに車重がかかり、上部のレールで車体を支持する方式である。跨座式にも懸垂式にも分類できない。レールを2本有し厳密にはモノレールではないが、一般的に黎明期のモノレールの一種と理解されている。
1890年にコニーアイランド付近の廃止された線路を流用した路線でボイントン自転車鉄道 (Boynton Bicycle Railway) がこの方式のデモンストレーションを行った。
1910年から1914年にかけて、ニューヨーク市ブロンクスのペラム公園 & シティアイランド鉄道 (Pelham Park and City Island Railroad) で採用されたが、脱線事故を起したことから短命に終わった。右写真はこの時期の電車。
後にイギリスのエルフリック・カーニー (Elflic Kearney) が改良型を考案し、ロンドンの地下鉄用に提案した。

### ジャイロスコープ式

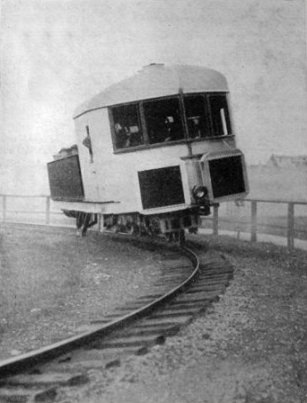
ブレナン式

オーストリアのルイス・ブレナン (Louis Brennan)、ドイツのアウグスト・シェールル (August Scherl)、ロシアのピョートル・シロフスキー (Piotr Schilovski) によってそれぞれ1900年頃考案された。1本の通常のレールの上を無支持で走行する。レールを1本に減らせば摩擦力が半減し、その分速度を倍増でき、高速走行時の蛇行動もなくなるという理論の元で考案された方式である。大型のジャイロスコープが車体に搭載され、車体の傾きに応じてジャイロスコープの軸が傾き、ジャイロ効果による復元力でバランスを取る仕組みになっている。シロフスキー式は1921年にソ連のレニングラードからツァールスコエ・セローまでの建設が、ブレナン式はインドの北西部での建設がそれぞれ検討されたが、資金難により実現しなかった。
ジャイロその他の装置に多くの費用が掛かることが欠点である。鉄道車両の走行抵抗は転がり抵抗と空気抵抗からなり、後者は速度の2乗に比例する（すなわち速度が2倍になると空気抵抗は4倍になる）。そのため、レールを1本に減らしたところで速度を倍増するほどの効果はない。反動トルクを打ち消すために複数のジャイロを使用する場合、ジャイロごとの大きさや回転数が異なればそれによってモーメントが発生し、姿勢制御にも影響する。逆にジャイロの回転数を積極的に加減することで曲線通過時に車体を内傾させるなど、能動的に姿勢を変える方法もある。

### ラウル式
ランゲン式と同じような発想の非対称型懸垂式構造のモノレールだが、推進装置を台車に組み込まずプロペラで推進するというもの。フランスで1919年頃試験線が建設されたが、詳細な記録は残されていない。
1930年にジョージ・ベニー (George Bennie) が改良型の試験線をグラスゴー近郊のミルンギャヴィー (Milngavie) に建設した。こちらの方はレールプレーン (Railplane) と呼ばれ、最高時速120マイルを目指して計画された。レールプレーンは、安定性を確保するために下部にもう1本振れ止めのレールを追加しており、厳密にはモノレールではない（下部レールは車体重量は負担しない）。当時、日本にも「軌道飛行機」として紹介された。第二次世界大戦の金属供出のため、試験線は1941年に撤去された（1950年代という説もある）。
のちに、フランスでプロペラ（のちジェットエンジン）を推進装置として使用したアエロトランが開発され実験された。こちらは懸垂式ではなく、走路の上に車体が乗る案内軌条式鉄道に類似していた。アエロトランも実用化はされなかった。

### スカイウェイ

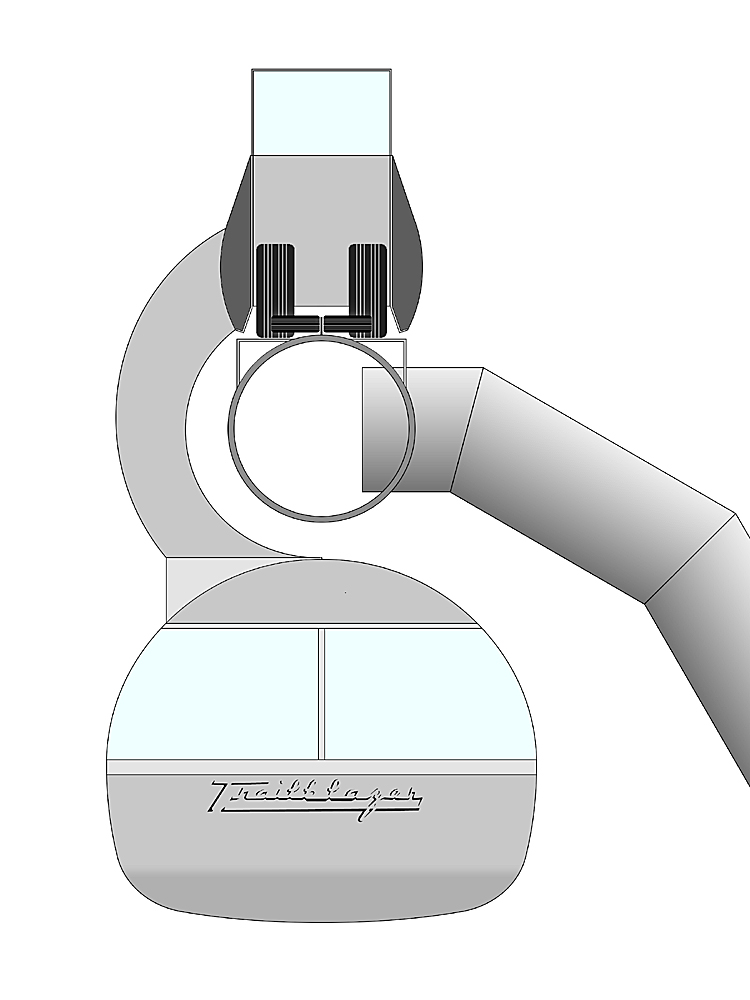
スカイウェイ

ランゲン式と類似した発想の非対称型懸垂式構造のモノレールだが、ゴムタイヤを使っている。1956年にアメリカ合衆国のヒューストンに試験線が作られ、8か月のテストののちに解体されダラスに移転、しばらく使われた。
動力は310馬力の内燃機関を2台搭載しており、案内はレール上面に設けられた板状のガイドレールによって行われた。運転士はレール下のキャビンではなくレール上の台車に搭乗して運転した。想定での最高速度は160km/hであり、都市近郊（インターアーバン）や都市間の高速交通機関として使うことを想定して作られたが、実用化されることはなかった。

### ロープモノレール
ロープモノレールは、軌条に金属レールではなくワイヤー状の鋼索を用いた日本の東京索道が開発したものである。形状からロープウェイとどちらに分類されるかは議論が残るが、動力を車両に持つという点でモノレールに分類される。
動力は電気ではなく、唯一の実例である五台山ロープモノレールはディーゼルエンジンであるように内燃機関を採用して車両となるゴンドラに装備し、鋼索軌道にかかるローラーを駆動することで走行する。このためゴンドラは、一般的な鋼索ロープウェイと異なり気動車に分類される。スカイレールとは逆で軌条はロープであるが動力は各車に搭載しているため、通常のロープウェイと異なり状況に応じて各ゴンドラの走行速度を調整することができる。安全な運行には信号設備が不可欠であるが、他種のモノレールより敷設コストが安く、電化も不要である。
1969年に高知市の五台山に観光用として五台山ロープモノレールが敷設されたが、当時の定期観光バスのルートから外れていたため集客に苦慮し、1978年に廃止となった。
東京索道は五台山ロープモノレールの開発と建設に約50件の特許を取得したと言われるが、以降、この種の鉄道・軌道線は海外も含め建設されていない。

## 年表
- 1820年頃、ロシアのモスクワ近郊の村Mychkovoでロシア人技術者イワン・エリマノフ（Иван Кириллович Эльманов; Ivan Kirillovich Elmanov）が馬に引かせるタイプのモノレールを発案したとする記録がある。ただし、それが実用化されたのか、どのような構造のものかなどは、不明[40]。
- 1821年11月22日にイギリスのヘンリー・ロビンソン・パーマーがパーマー式モノレールの特許を申請。これは懸垂式のもので、動力は馬である。1824年に貨物用として実用化、1825年に旅客用が開通した。
- 1829年にマクセル・ディックが軌道レールの下にレールを付加して転落を防止するように改良し、特許を申請。
- 1868年にバラクロウフ・フェルが跨座式と懸垂式をミックスしたような方式のモノレールを考案、バロー・イン・ファーネス近郊で、鉄道駅との間で利用開始。動力は馬であった。
- 1868年、フランスでラルマンジャ式モノレール（案内軌条式鉄道）が15か月にわたって試用された。この方式は1870年頃にリスボンにも導入された。
- 1869年にJ・L・ハッドンが、シリアでモノレールを建設。これは、通常の鉄道だと砂漠の砂で線路が埋まってしまうためである。
- 1872年にリヨンのリヨン国際博覧会で会場内で利用される。
- 1876年、アメリカ合衆国フィラデルフィアで開催されたアメリカ合衆国建国百年博覧会にリロイ・ストーン式モノレールが登場しデモンストレーションが行われた。跨座式で動力は蒸気。
- 1878年、アメリカ合衆国ペンシルベニア州に6.4キロ長の工事用モノレールが作られたとの記録が残されている。1本の上にまたがり左右の重量バランスを取って走る方式で、蒸気を動力とする。機関車のボイラーが爆発事故を起こしたことから早々に廃線となった。
- 1886年、アメリカ合衆国マサチューセッツ州ケンブリッジでマイグス式モノレールが建設された。独特の構造を持つ跨座式で、動力は蒸気。
- 1887年、アメリカ合衆国ニュージャージー州で懸垂式モノレールが建設された。後に実用化されるランゲン式モノレールに類似したもので、電化された最初のモノレールでもあった。
- 1888年、アイルランド・ケリー県で跨座式の一種ラルティーグ式を採用したリストウェル・パリブニオン鉄道が開業。1924年に内戦によって被災し廃線になるまで実用的交通機関として機能した。動力は蒸気。
- 1890年、アメリカ合衆国でボイントン式モノレールが提案され、デモンストレーションが行われた[41]。動力は蒸気。
- 1900年頃、ジャイロスコープ式モノレールが提案された。これは1本のレールの上に自立するもので、懸垂式にも跨座式にも分類できない。提案されたにとどまり、実用化はなされなかった。
- 1900年、ロシアの発明家イッポリト・ロマノフ（Ипполита Владимировича Романов Ippolit Vladimirovich Romanov）が開発した懸垂式モノレールが、現在のレニングラード州に属するガトチナ市に作られたという記録がある[40]。延長は0.2キロの試験的なもので、電気動力を採用していた。
- 1901年、ドイツで懸垂式のランゲン式を採用したヴッパータール空中鉄道が開業した。電気動力を採用。この路線は、世界最古の実用モノレールとして21世紀初頭現在も盛業中である。
- 1910年、アメリカ合衆国ニューヨーク市ブロンクスでボイントン式を採用した路線が開通した。動力は電気。この路線は1914年に廃止された。
- 1910年、インドのパティアーラ州にユーイング式モノレール（案内軌条式鉄道）が開業した。州立鉄道のシステムとして採用されたもので、1927年まで実用的な交通機関として使われた。動力は蒸気。
- 1911年、アメリカ合衆国ワシントン州シアトルでウィリアム・ボイエスがモノレールを試作している。木製の軌道を採用して大胆に建設費用の低減をはかったが、実用化しなかった。
- 1914年、イタリアのジェノヴァで博覧会向け交通システムとして跨座式モノレールが作られた。これはのちのアルヴェーグ式に類似していた。
- 1919年、フランスでラウル式モノレールの試験線が建設された。これはランゲン式と類似の支持方式を持つ懸垂式モノレールで、駆動方法はプロペラだった。
- 1924年、アメリカ合衆国カリフォルニア州で最後のラルティーグ式モノレールが開業。マグネシウム鉱山の産業用軌道である。
- 1930年、イギリスでラウル式モノレールを改善した形式のモノレールの試験線が建設された。「ジョージ・ベニーのレールプレーン」と呼ばれたが、実用化しなかった。
- 1952年、アルヴェーグ式モノレールの試験線が建設された。アルヴェーグ式はその後の跨座式モノレールの基本となったもの。
- 1956年、アメリカ合衆国テキサス州ヒューストンに懸垂式の「スカイウェイ」と呼ばれるモノレールの試験線が建設された。ランゲン式をアレンジしたような様式のもので動力は内燃機関。8か月のテストののち、このモノレールはダラスに払い下げられ、「トレイルブレイザー」として1964年まで使われた。
- 1957年、日本で懸垂式の上野式モノレールが開業した。
- 1957年、アルヴェーグ式モノレールの開発が一段落し、発表された。
- 1959年、アメリカ合衆国のディズニーランドがアルヴェーグ式モノレールを実用的交通機関として開業した。
- 1960年、フランスにサフェージュ式モノレールの試験線が建設された。この試験はその後7年にわたって行われた。
- 1961年、イタリアのトゥーリンでアルヴェーグ式モノレールが開業。
- 1962年、アメリカ合衆国のシアトルでアルヴェーグ式モノレールが開業。
- 1964年、日本の東京でアルヴェーグ式の東京モノレールが開業。
- 1964年、アメリカ合衆国ニューヨークの万国博覧会でIビーム懸垂式のモノレールが使われた。
- 1966年、日本の川崎と姫路で跨座式のロッキード式モノレールが開業。

## 世界のモノレール

### 世界記録
- 乗降客数世界最多の路線: 重慶軌道交通3号線、乗降客数1日当り682,800人 (2014年平均)[42]
- 世界最大の路線網：重慶軌道交通（2・3号線）、80.0km[43]
- 世界最長の跨座式モノレール路線：重慶軌道交通3号線、55.5km[44]
- 世界最長の懸垂式モノレール路線：千葉都市モノレール2号線、12.0km
- 現在営業中の世界最古の路線: ヴッパータール空中鉄道、1901年開業